# Etnografía del Perú

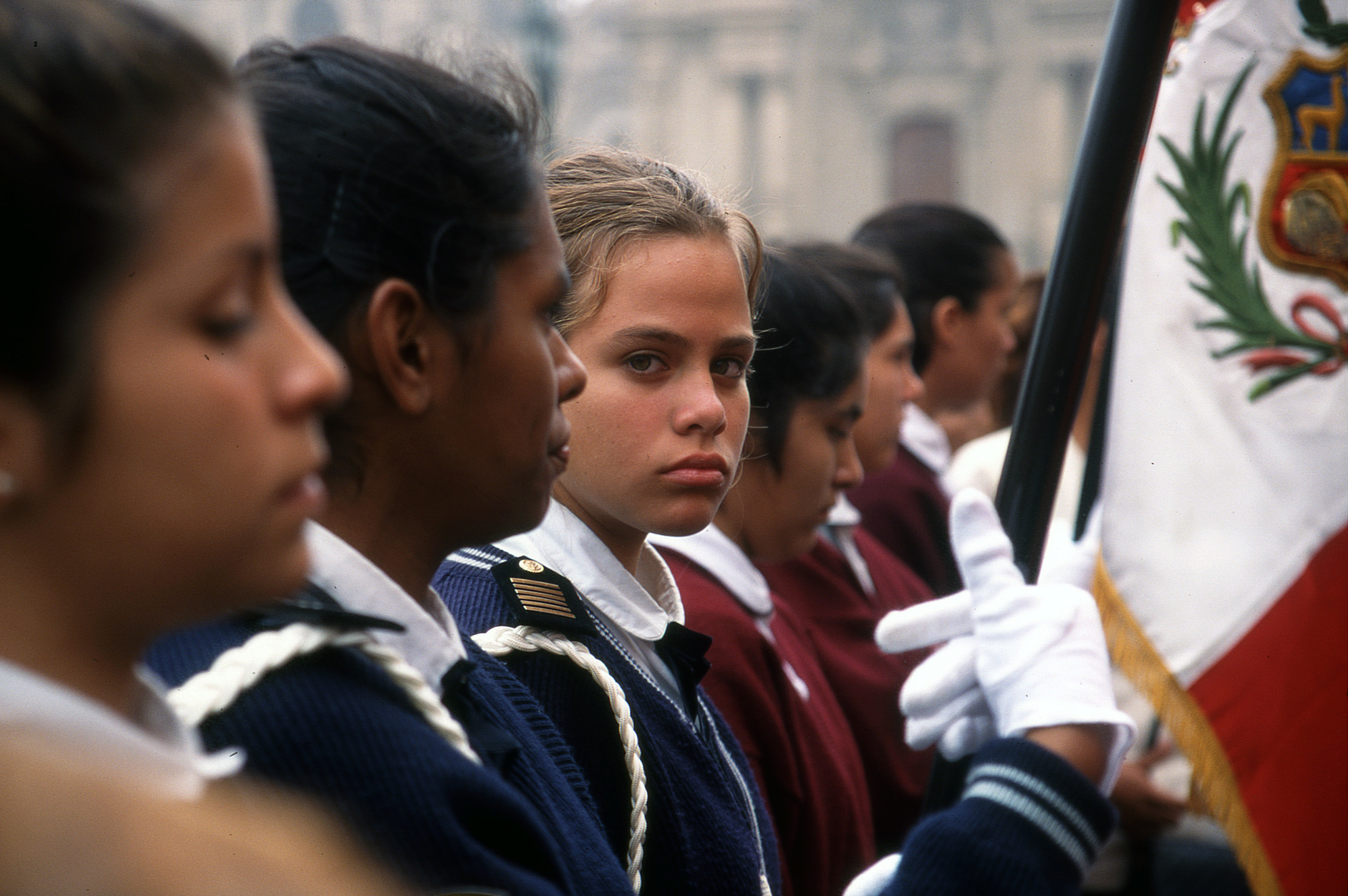
En primer plano, una muestra de la diversidad étnica del Perú.

La etnografía del Perú es el estudio descriptivo de las costumbres, creencias, mitos, genealogías, historia, lenguaje, etcétera, de las etnias dentro del ámbito geográfico de la República del Perú. El Perú es un país que alberga diversas etnias y grupos culturales debido a la influencia de España en la época de la conquista y colonización.
La etnografía como método de investigación de la antropología, facilita la comprensión de las realidades socioculturales de comunidades humanas con identidad propia. En este sentido, para comprender la realidad sociocultural del Perú es necesario comprender la diversidad cultural autóctona influenciada por el constante mestizaje con la cultura occidental europea, así como el aporte de importantes migraciones, principalmente del Extremo Oriente y del África subsahariana.
La composición étnica del Perú ha sido influenciada por varios factores como la inmigración, los auges y crisis económicas, la difusión de enfermedades y las guerras. El Estado peruano reconoce y protege su diversidad étnica y cultural constitucionalmente, asimismo organismos internacionales reconocen la diversidad cultural y etnolingüística del Perú. En las distintas etapas de la historia del Perú el sistema de mitos y creencias, así como la religión y las costumbres del Perú han ido variando. Si bien se observa una mayoría cristiana, esta religión se entremezcla con elementos de las culturas autóctonas, de la misma manera costumbres, creencias y leyendas alóctonas se han entronizado en el Perú, a tal punto de ser consideradas propias y tradicionales.
Desde el punto de vista lingüístico, el Perú ostenta un gran número de lenguas autóctonas, aunque en franco retroceso ante el español (lengua oficial del Estado peruano). La variedad lingüística peruana es la responsable de que el idioma español en el Perú tenga cinco variedades en su territorio. El Instituto Nacional de Desarrollo de los Pueblos Andinos, Amazónicos y Afroperuanos del Perú (INDEPA), en su propuesta etnolingüística del año 2010, reconoce la existencia de 77 etnias en el Perú, además de la existencia de 68 lenguas pertenecientes a 16 familias etnolingüísticas. De las 77 etnias existentes en el Perú al menos siete están en situación de aislamiento.
De la misma manera como el Perú tiene un mestizaje generalizado de todos sus segmentos étnicos, también sus costumbres, lenguas, creencias y religión, van adoptando nuevas características.

## Estudios genéticos
Recientemente, los estudios genéticos han podido precisar la contribución de los diferentes orígenes en la población peruana y en los individuos peruanos como nunca antes. Para 2025, el experto del Centro de Investigación de Genética y Biología Molecular de la Facultad de Medicina Humana de la Universidad San Martín de Porres, Ricardo Fujita, señala que, a simple vista, hay una mayor predisposición a lo andino y/o indígena. En líneas generales, la mezcla peruana se caracteriza por un amplio y predominante aporte indígena, seguido de un aporte europeo secundario. Los estudios científicos para determinar el perfil genético peruano han obtenido los siguientes aportes étnicos:
| Indígena | Europeo | Africano | Asiático | Estudio | Año  | Fuente                  |
| -------- | ------- | -------- | -------- | --- | ---- | ----------------------- |
| 73,0 %   | 15,1 %  | 11,9 %   | —        | El impacto de las migraciones en la constitución genética de poblaciones latinoamericanas                                                                   | 2008 | Universidad de Brasilia |
| 64,0 %   | 29,0 %  | —        | —        | Admixture in Latin America: Geographic Structure, Phenotypic Diversity and Self-Perception of Ancestry (Genmol-Candela)                                     | 2014 | PLoS Genetics           |
| 68,3 %   | 26,0 %  | 3,2 %    | 2,5 %    | Genomic Insights into the Ancestry and Demographic History of South America                                                                                 | 2015 | PLoS Genetics           |
| 60,0 %   | —       | —        | —        | Según Dr. Heinner Guio | 2016 | Diario La República     |
| 68,1 %   | 25,3 %  | —        | —        | Variable frequency of LRRK2 variants in the Latin American research consortium on the genetics of Parkinson’s disease (LARGE-PD), a case of ancestry        | 2017 | Research Gate           |
| 71,1 %   | 24,1 %  | 4,9 %    | —        | Genomic Ancestry, CYP2D6, CYP2C9, and CYP2C19 Among Latin Americans                                                                                         | 2019 | ASCPT                   |
| 63,6%    | 29,7%   | 3,8%     | 2,9%     | Dissecting the role of Amerindian genetic ancestry and the ApoE ε4 allele on Alzheimer disease in an admixed Peruvian population. Genes, Brain and Behavior | 2020 | Sciencedirect           |
| 63,6%    | 35,9%   | 2,5%     | 2,1%     | Admixed ancestral composition with Amerindianpredominance at the Peruvian Alzheimer Disease Initiative(PeADI)                                               | 2022 | Alzheimer's & Dementia  |
| 61,1%    | 30,7%   | 3,0%     | 4,5%     | Fine-scale population structure and widespread conservation of genetic effect sizes between human groups across traits                                      | 2025 | Nature genetics         |

### Regiones
En 2016, National Geographic analizó muestras provenientes de los Andes peruanos y Lima; sin embargo, no existe ningún artículo científico formal de National Geographic que detalle métodos, tamaño de muestra o localidades muestreadas para respaldar esos porcentajes. Es probable que esas cifras se basen en muestras de poblaciones aisladas con escasa mezcla europea, lo que introduce un posible sesgo. En contraste, estudios genéticos rigurosos y representativos en Perú como el proyecto CANDELA  (con más de mil muestras de comunidades indígenas y mestizas, incluyendo Lima, costa, sierra y Amazonía) revelan una proporción mucho mayor de ascendencia europea: participantes que se autoidentifican como indígenas promedian alrededor del 14 % de origen europeo. Los resultados fueron los siguientes:
| Población | Aporte americano | Aporte europeo | Aporte africano | Aporte asiático |
| --------- | ---------------- | -------------- | --------------- | --------------- |
| Lima      | 68%              | 25%            | 2%              | 3%              |
| Sierra    | 95%              | 4%             | -               | -               |

En 2020, National Geographic corrigió los resultados anteriores iniciales de su Proyecto Genográfico, mostrando los siguientes resultados:
| Población | Aporte americano | Aporte euro. sur. | Aporte euro. occid. | Aporte siberiano | Aporte africano | Aporte afr. norte. | Aporte judío |
| --------- | ---------------- | ----------------- | ------------------- | ---------------- | --------------- | ------------------ | ------------ |
| Lima      | 76%              | 11%               | 2%                  | 2%               | 2%              | 3%                 | 2%           |
| Sierra    | 95%              | 2%                | -                   | 2%               | -               | -                  | -            |

Con base en los datos genéticos presentados por el Proyecto Candela (2014), se puede observar una notable diversidad en la composición genética de las distintas macrorregiones del Perú.
Candela reporta que la ascendencia europea presenta sus niveles más altos en la Sierra Norte, con un rango que varía entre 30-40% y 40-50%, seguida por la Costa Norte, donde oscila entre 30-40%, este porcentaje es notoriamente más alto en ciudades de la costa norte como Trujillo (Perú) , en la cual mediante un estudio genético realizado en 2005 en la ciudad de Trujillo se encontró que el 67% de los linajes del cromosoma Y fueron de origen europeo (probablemente Haplogrupo R1b del cromosoma Y), mientras que el 33% correspondieron a linajes amerindios asociados al Haplogrupo Q (ADN-Y), a su vez, en junio de 2022, se evaluaron haplogrupos del cromosoma Y en 101 varones de Trujillo (La Libertad, Perú), revelando una prevalencia combinada de linajes nativos americanos (Q, 46,6 %)  y euroasiáticos (incluyendo R, F, G, J, K y parte de E) de ≈ 50,0 %, mientras que la contribución africana (porción de E) alcanzó africanos ≈ 3,5 %. La Selva Norte, según el mismo estudio del Proyecto Candela, también presenta niveles relativamente altos de ascendencia europea, con un rango que varia entre 30-40% y 40-50% , no obstante, en esta región la ascendencia nativa americana sigue siendo mayoritaria, con valores que fluctúan entre 50-60%, y en algunas áreas alcanzan rangos de 60-70%.Un caso particular es el de las localidades de Pozuzo y sus alrededores en la provincia de Oxapampa, región Pasco, colonizada por inmigrantes alemanes y tiroleses en el siglo XIX. Según el Proyecto Candela, esta zona registra niveles excepcionalmente altos de ascendencia europea, potencialmente superiores al 80 %, y en el mapa del estudio aparece destacada como un punto rojo, indicativo de este perfil genético atípico dentro del contexto nacional. Mientras que En contraste, Candela reporto que las regiones donde la ascendencia europea es menor se encuentran en el Sur Andino, especialmente en la Sierra Sur, con valores entre 10-20% y 20-30%, y también en áreas de la Sierra Central, que se sitúan en un rango similar.

Por otro lado, la ascendencia amerindia es predominante en casi todo el territorio nacional, alcanzando su punto más alto en las macrorregiones del Sur (Costa Sur, Sierra Sur y Selva Sur), con promedios de entre 70-80%. En las regiones de la Costa Norte, Sierra Norte y Selva Norte, la ascendencia amerindia oscila en el intervalo de 50-60 %, situándolas como las áreas con menor influencia indígena del país. No obstante, zonas específicas en la región de Tumbes y el norte de Piura presentan porcentajes más elevados, en el intervalo de 60-70 % de ascendencia amerindia, convirtiéndolas en las áreas de la Costa Norte con mayor herencia indígena. En cuanto a la ascendencia africana, aunque en términos generales es baja en todo el país (0-10%), se concentra ligeramente en el norte, especialmente en zonas costeras como Piura y Chiclayo, donde puede llegar a rangos entre 10-20%.

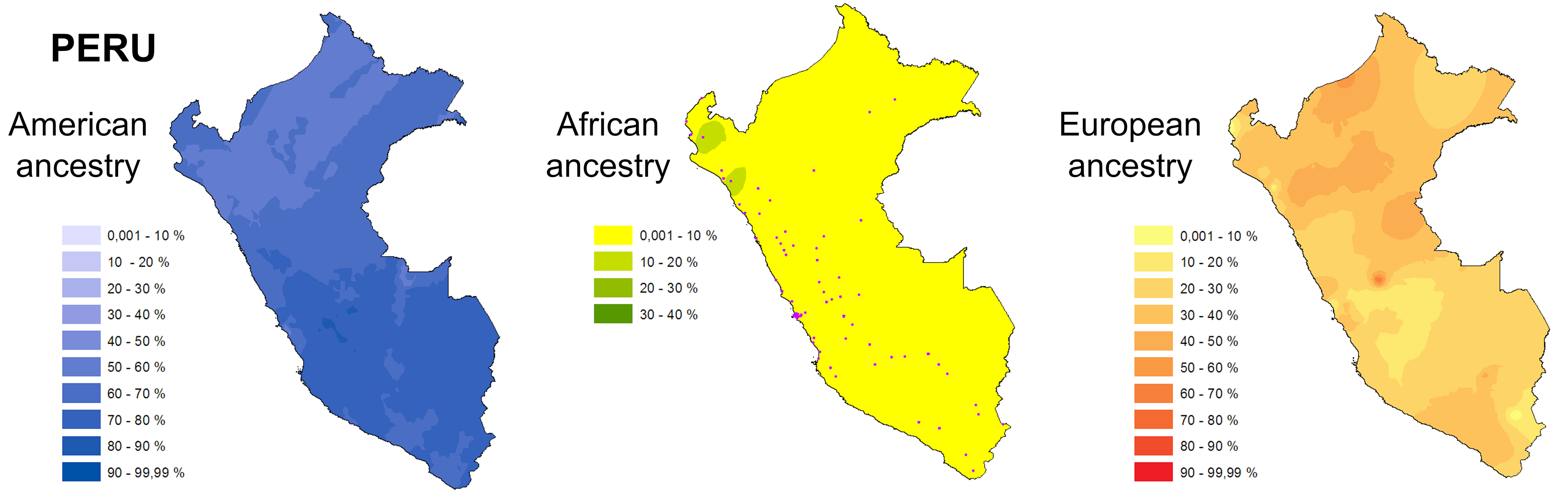
Distribución regional de la ancestría indígena, europea y africana en Perú.

A continuación, se presenta un cuadro resumen con los rangos porcentuales de ascendencia genética promedio según macrorregión:
| Region                     | ascendencia amerindia | ascendencia europea | ascendencia africana |
| -------------------------- | --------------------- | ------------------- | -------------------- |
| Sierra Norte               | 50-60%                | (30-40%)-(40-50%)   | 0-10%                |
| Costa Norte                | 50-60%                | 30-40%              | (0-10%)-(10-20%)     |
| Costa central              | 60-70%                | 20-30%              | 0-10%                |
| Lima                       | 60-70%                | 20-30%              | 0-10%                |
| Sierra central             | (60-70%)-(70-80%)     | (10-20%)-(20-30%)   | 0-10%                |
| Costa Sur                  | 70-80%                | (20-30%)-(30-40%)   | 0-10%                |
| Sierra Sur                 | 70-80%                | (10-20%)-(20-30%)   | 0-10%                |
| Selva Norte                | (50-60%)-(60-70%)     | (30-40%)-(40-50%)   | 0-10%                |
| Selva Sur                  | 70-80%                | 20-30%              | 0-10%                |
| Promedio peruano (Candela) | 64%                   | 29%                 | -----                |

Asimismo, el proyecto CANDELA (Consortium for the Analysis of the Diversity and Evolution of Latin America), uno de los estudios genéticos más amplios y representativos realizados en América Latina, se analizaron las proporciones promedio de ancestría genética en miles de individuos de origen latinoamericano, incluyendo una muestra significativa de peruanos. Este estudio evaluó la composición genética de los participantes en relación con su autoidentificación étnica, utilizando marcadores autosómicos que reflejan el mestizaje ancestral.
| porcentaje de ADN europeo | 0-9% | 19-10% | 20-29% | 30-49% | 50-59% | 60-69% | 70-79% | 80-90% |
| ------------------------- | ---- | ------ | ------ | ------ | ------ | ------ | ------ | ------ |
| % de población            | 10%  | 30%    | 10%    | 25%    | 20%    | 1%     | 3%     | 1%     |

En el caso del Perú, los resultados mostraron diferencias marcadas entre los grupos que se autoidentificaban como mestizos, indígenas (nativos) o blancos, revelando que incluso los grupos con mayor autoidentificación europea mantenían una proporción significativa de ascendencia amerindia. La siguiente tabla resume los porcentajes promedio de ancestría amerindia, europea y africana según autoidentificación reportada por los participantes peruanos:
| grupo auto identificado | europea | amerindia | africana | porcentaje de la muestra |
| ----------------------- | ------- | --------- | -------- | ------------------------ |
| indigena                | 14%     | 84%       | 1%       | 1,6%                     |
| mestizo                 | 30%     | 65%       | 5%       | 87,1%                    |
| blanco                  | 47%     | 48%       | 5%       | 11,3%                    |

Un estudio publicado en Nature Genetics en febrero de 2025, titulado Fine-scale population structure and widespread conservation of genetic effect sizes between human groups across traits, analizó datos genómicos de poblaciones latinoamericanas. En el caso de Perú, los participantes autoidentificados como blancos presentaron en promedio aproximadamente un 67,9 % de ascendencia europea, 28,6 % indígena americana , 1,4% africana y 2,4% asiática, mientras que los mestizos mostraron aproximadamente 61,1 % indígena americana, 30,7 % europea , 3 % africana y 4,5% asiática. El estudio, realizado por un equipo internacional con datos del UK Biobank y paneles de referencia globales, destacó la diversidad genética existente incluso dentro de las categorías raciales autoasignadas.
La iniciativa PeADI reclutó durante tres años un total de 212 adultos peruanos mayores de 65 años, incluyendo tanto 79 casos con enfermedad de Alzheimer (AD) como 128 controles cognitivos sanos, utilizando protocolos clínicos establecidos (criterios NINCDS‑ADRDA, MMSE, test del reloj y cuestionario funcional Pfeffer). Se realizó genotipado autosómico con microarrays de Illumina y se aplicaron métodos robustos de estructura poblacional (PC‑AiR, PC‑Relate) y ADMIXTURE supervisado con referencia a poblaciones del Human Genome Diversity Project para estimar la proporción de ascendencia continental PMC.
Los resultados mostraron una composición genética media en peruanos con 63.6 % de ascendencia amerindia, seguida por 35.9 % europea, 2.5 % africana y 2.1 % esteasiática . Al analizar por regiones de origen Norte, Sur, Lima‑Callao, Sierra Central y Amazonía, se encontró que la Sierra Central tenía el mayor componente amerindio (72.7 %), seguida por la región Norte (58.2 %), Lima‑Callao (57.0 %), Amazonía (55.6 %) y Sur (55.1 %). La mayor proporción europea se observó en la Amazonía (42.1 %), y la más baja también en la Sierra Central (26.6 %) . La ascendencia africana y esteasiática fue escasa, con un máximo del 4.1 % africano en el Norte y 3.5 % esteasiático en Lima‑Callao.
Una visualización comparativa de la ancestría genética promedio en países sudamericanos, elaborada a partir de datos agregados por plataformas comerciales de pruebas genéticas como 23andMe, muestra la proporción relativa de componentes ancestrales en la población de cada país. La gráfica presenta la distribución porcentual de ascendencia europea del sur y del norte, nativa americana, africana subsahariana, y en menor medida, asiática del sur.
En el caso del Perú, se observa una fuerte presencia de ascendencia nativa americana (en amarillo) combinada con un componente importante de ascendencia europea, predominantemente del sur del continente (en azul oscuro), y una pequeña fracción de herencia subsahariana. Esta representación gráfica ayuda a contextualizar las diferencias y similitudes genéticas entre las poblaciones latinoamericanas, reflejando procesos históricos de mestizaje, migración y colonización.

### Estudios fenotípicos
Un estudio publicado en la revista PLOS Genetics (2022) analizó diversas características fenotípicas en poblaciones de cinco países latinoamericanos, entre ellos Perú. La investigación incluyó una muestra de 906 personas peruanas, evaluando rasgos visibles como el color de ojos, color de cabello y forma del cabello, entre otros.
Los datos fenotípicos fueron obtenidos a través de observación directa y categorizados de acuerdo con estándares definidos para estudios de asociación genética. Los resultados presentados se basan en una muestra específica de 906 personas peruanas evaluadas en el estudio. La ausencia de ciertos rasgos fenotípicos, como el color de ojos azul, no implica que dichos rasgos no existan en la población general del país, sino que no estuvieron representados en esta muestra particular.
A continuación, se resumen los resultados correspondientes al color de ojos y cabello para la muestra peruana:
| color         | porcentaje |
| ------------- | ---------- |
| azul          | 0-1%       |
| verde         | 2%         |
| miel          | 3%         |
| marron claro  | 10%        |
| marrón oscuro | 85%        |

| color                      | porcentaje |
| -------------------------- | ---------- |
| marron /negro              | 91%        |
| rubio oscuro/castaño claro | 8%         |
| rubio                      | 1%         |

| forma de cabello | porcentaje |
| ---------------- | ---------- |
| lacio            | 43%        |
| ondulado         | 40,5%      |
| Rizado           | 11%        |
| Frizado          | 2%         |

#### Por tono de piel
Según datos del Proyecto sobre Etnicidad y Raza en América Latina (PERLA), recogidos en 2010 mediante encuestas representativas a nivel nacional, el promedio de tono de piel en Perú se ubicó en 4.6 en una escala de 1 (más claro) a 11 (más oscuro), evaluado directamente por encuestadores mediante una paleta estandarizada. La mayoría de la población se concentra en los tonos intermedios (5 y 6), que agrupan a cerca del 49 % del total. Los tonos claros (3 y 4) representan aproximadamente un 25 %, mientras que los muy claros (1 y 2) alcanzan alrededor del 2 %. Por otro lado, los tonos medio-oscuros (7 y 8) comprenden cerca del 21 %, y los más oscuros (9 a 11), apenas un 3 %. Esta medición objetiva del color de piel proporciona una herramienta útil para analizar desigualdades sociales y raciales en el país, complementando las categorías tradicionales de autoidentificación étnico-racial.

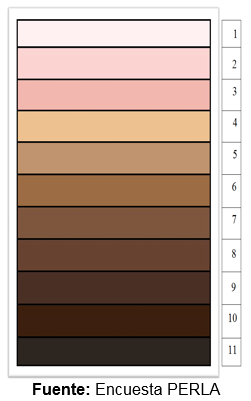
Escala visual PERLA de 11 tonos de piel, utilizada en el estudio Pigmentocracies, que va del tono 1 (más claro) al tono 11 (más oscuro)

| tono de piel | porcentaje |
| ------------ | ---------- |
| 1            | 0.5%       |
| 2            | 1.4%       |
| 3            | 7.7%       |
| 4            | 17.3%      |
| 5            | 24,1%      |
| 6            | 24,8%      |
| 7            | 15,2%      |
| 8            | 6,2%       |
| 9            | 2,1%       |
| 10           | 0,5%       |
| 11           | 0,1%       |

| Agrupación          | Tonos incluidos | % estimación total |
| ------------------- | --------------- | ------------------ |
| Muy claro           | 1-2             | 1,9%               |
| Claro               | 3-4             | 25%                |
| Intermedio          | 5-6             | 48,9%              |
| Medio-oscuro        | 7-8             | 21,4%              |
| Oscuro a muy oscuro | 9-11            | 2,7%               |

### Estudios por linaje materno y paterno
Un estudio genético sobre poblaciones del noreste peruano, centrado en regiones históricas asociadas a la cultura Chachapoya, analizó los linajes paternos (cromosoma Y) en varias provincias utilizando datos de haplogrupos. Los resultados revelaron una predominancia de linajes amerindios en la mayoría de las localidades nativas estudiadas, especialmente en Chillao, Corobamba, La Jalca, Pomacochas y los grupos Jívaros y Huancas, donde los haplogrupos nativos alcanzaron entre 77 % y 96 %. En contraste, los linajes de origen europeo ,principalmente haplogrupos R, J, G e I, mostraron mayor frecuencia en Rodríguez de Mendoza con 88,2 %, seguido por Cajamarca con 57% ,Chachapoyas centro con 45.2% y Leymebamba con 57%, reflejando un influjo genético masculino europeo desde la colonización. Finalmente, linajes africanos, representados por el haplogrupo E-M35, fueron detectados en baja frecuencia siendo su porcentaje mayor con 10,5% en Leymebamba, lo que indica una presencia africana marginal en la región. Estos hallazgos reflejan un patrón heterogéneo de mestizaje masculino en la región andino-amazónica nororiental del Peru.
En cuanto al linaje materno mitocondrial, se encontro una abrumadora dominancia de halogrupos maternos indigenas, los valores mas altos de ascendencia europea fueron hallados en Provincia de Rodríguez de Mendoza con 11,1% , chachapoyas con 5% y Chillao con 10%.
Mediante un estudio genético realizado en 2005 en la ciudad de Trujillo se encontró que el 67% de los linajes del cromosoma Y fueron de origen europeo (probablemente Haplogrupo R1b del cromosoma Y), mientras que el 33% correspondieron a linajes amerindios asociados al Haplogrupo Q (ADN-Y). En el mismo estudio, realizado en otras localidades de la región La Libertad, se observó que en la población andina de Santiago de Chuco el 53 % de los haplogrupos del cromosoma Y fueron amerindios (haplogrupo Q), el 43 % europeos (posiblemente R1b) y un 3 % africanos (YAP+). En la población costera de Moche, los haplogrupos amerindios representaron el 73 % y los europeos el 27 %, sin presencia de linajes africanos. Finalmente, en la comunidad indígena Aguaruna de Yamayakat, ubicada en la región Amazonas, el 97 % de los linajes paternos correspondieron al haplogrupo Q amerindio, con solo un 3 % de origen europeo, lo que refleja una mínima influencia externa en esa población. A su vez, en junio de 2022, se evaluaron haplogrupos del cromosoma Y en 101 varones de Trujillo (La Libertad, Perú), revelando una prevalencia combinada de linajes nativos americanos (Q, 46,6 %)  y euroasiáticos (incluyendo R, F, G, J, K y parte de E) de ≈ 50,0 %, mientras que la contribución africana (porción de E) alcanzó africanos ≈ 3,5 %

## Estudios cualitativos
El componente racial y étnico ha ido variando a lo largo de la historia peruana. Así, en el censo de 1876, más de la mitad de la población era amerindia (un 57,9 %, es decir 1 562 910 personas). En el censo de 1940, los amerindios eran el 40 % de la población, es decir 2 856 000 personas. Desde entonces observa un continuo retroceso en la proporción poblacional amerindia, dando lugar a que en la actualidad el país no cuente con un segmento poblacional de mayoría absoluta sino a un conjunto de minorías raciales y étnicas.
Cabe resaltar que el retroceso demográfico del segmento originario se debe a un proceso de aculturación, que hace que actualmente muchos amerindios se califiquen a sí mismos como "mestizos" por haber abandonado la lengua, cultura y costumbres andinas (teniendo en cuenta que la mayoría de los conteos se basan en autoidentificación), mientras, por otro lado, existe otro grupo demográfico que se asume culturalmente originario aun no siendo físicamente tal, esto último relativamente común a lo largo de la sierra peruana.

### Autoidentificación étnica según el censo de 2017
En el censo de 2017 se preguntó a los empadronados acerca de la percepción que tenían sobre sí mismos respecto a su origen étnico, la cual no necesariamente podría coincidir con el grupo étnico al que realmente pudieran pertenecer. Los resultados a nivel nacional fueron los siguientes:
| Autopercepción étnica                      | Absoluto   | %     |
| ------------------------------------------ | ---------- | ----- |
| Mestizo                                    | 13 965 254 | 60,2  |
| Quechua                                    | 5 176 809  | 22,3  |
| Blanco                                     | 1 366 931  | 5,9   |
| Afrodescendiente                           | 828 841    | 3,6   |
| Aimara                                     | 548 292    | 2,4   |
| Nativo o indígena de la Amazonía           | 79 266     | 0,3   |
| Asháninka                                  | 55 489     | 0,2   |
| Parte de otro pueblo indígena u originario | 49 838     | 0,2   |
| Awajún                                     | 37 690     | 0,2   |
| Shipibo Konibo                             | 25 222     | 0,1   |
| Nikkei                                     | 22 534     | 0,1   |
| Tusan                                      | 14 307     | 0,1   |
| Otro                                       | 254 892    | 1,1   |
| No sabe/No responde                        | 771 026    | 3,3   |
| Total                                      | 23 196 391 | 100,0 |

A nivel departamental, la composición étnica fue la siguiente:
| Departamento  | Población  | % Mestizo | % Quechua | % Blanco | % Afrodescendiente | % Aimara | % Otro pueblo indígena | % Asiático | % Otro | % No sabe/No responde |
| ------------- | ---------- | --------- | --------- | -------- | ------------------ | -------- | ---------------------- | ---------- | ------ | --------------------- |
| Amazonas      | 281 605    | 71,9      | 2,9       | 4,4      | 3,4                | 0,1      | 12,5                   | 0,0        | 0,4    | 4,4                   |
| Áncash        | 850 507    | 53,9      | 34,0      | 5,8      | 3,2                | 0,1      | 0,1                    | 0,0        | 0,4    | 2,5                   |
| Apurímac      | 315 006    | 9,9       | 84,1      | 1,0      | 0,3                | 0,3      | 2,5                    | 0,0        | 0,2    | 1,7                   |
| Arequipa      | 1 118 223  | 54,2      | 31,3      | 4,9      | 2,2                | 3,3      | 0,2                    | 0,0        | 1,4    | 2,5                   |
| Ayacucho      | 479 120    | 13,1      | 81,2      | 2,0      | 0,8                | 0,2      | 0,1                    | 0,0        | 0,3    | 2,3                   |
| Cajamarca     | 1 026 734  | 76,4      | 6,2       | 7,5      | 5,8                | 0,1      | 0,3                    | 0,0        | 0,7    | 3,0                   |
| Callao        | 799 608    | 71,2      | 10,2      | 7,7      | 4,8                | 0,6      | 0,2                    | 0,2        | 1,5    | 3,6                   |
| Cuzco         | 950 323    | 18,7      | 74,7      | 1,3      | 0,2                | 0,4      | 0,9                    | 0,0        | 0,5    | 3,3                   |
| Huancavelica  | 266 825    | 14,6      | 80,2      | 2,0      | 0,1                | 0,1      | 0,0                    | 0,0        | 0,6    | 2,4                   |
| Huánuco       | 551 601    | 44,6      | 42,9      | 4,4      | 2,3                | 0,2      | 0,4                    | 0,0        | 0,6    | 4,6                   |
| Ica           | 662 444    | 70,9      | 5,0       | 5,8      | 14,3               | 0,3      | 0,2                    | 0,1        | 1,0    | 2,4                   |
| Junín         | 969 059    | 52,5      | 34,9      | 3,6      | 0,5                | 0,2      | 4,4                    | 0,0        | 0,5    | 3,4                   |
| La Libertad   | 1 379 613  | 75,2      | 2,9       | 10,5     | 7,4                | 0,1      | 0,2                    | 0,1        | 1,3    | 2,3                   |
| Lambayeque    | 935 564    | 73,4      | 4,2       | 9,0      | 8,4                | 0,1      | 0,5                    | 0,1        | 1,8    | 2,5                   |
| Lima          | 7 782 282  | 67,7      | 16,4      | 7,1      | 2,8                | 0,6      | 0,3                    | 0,4        | 1,4    | 3,3                   |
| Loreto        | 623 029    | 75,9      | 1,4       | 1,9      | 2,7                | 0,7      | 7,8                    | 0,0        | 1,8    | 7,8                   |
| Madre de Dios | 105 503    | 45,9      | 34,5      | 3,3      | 2,6                | 2,0      | 3,4                    | 0,1        | 1,1    | 7,1                   |
| Moquegua      | 142 211    | 51,6      | 14,6      | 4,0      | 2,6                | 21,0     | 1,2                    | 0,1        | 1,5    | 3,4                   |
| Pasco         | 196 780    | 43,5      | 37,7      | 3,8      | 0,8                | 0,2      | 6,5                    | 0,0        | 0,2    | 7,3                   |
| Piura         | 1 410 686  | 75,7      | 2,2       | 8,1      | 8,9                | 0,1      | 0,1                    | 0,0        | 1,3    | 3,7                   |
| Puno          | 944 083    | 5,5       | 57,0      | 0,6      | 0,0                | 33,7     | 0,1                    | 0,0        | 0,3    | 2,8                   |
| San Martín    | 608 404    | 80,5      | 5,1       | 4,0      | 4,7                | 0,1      | 1,0                    | 0,0        | 0,8    | 3,8                   |
| Tacna         | 269 027    | 49,3      | 7,3       | 3,2      | 1,7                | 32,9     | 0,2                    | 0,0        | 1,1    | 4,3                   |
| Tumbes        | 171 351    | 73,5      | 1,9       | 9,0      | 11,5               | 0,1      | 0,1                    | 0,0        | 0,9    | 3,0                   |
| Ucayali       | 356 803    | 75,2      | 5,0       | 2,3      | 2,1                | 0,2      | 10,4                   | 0,0        | 0,5    | 4,3                   |
| Perú          | 23 196 391 | 60,2      | 22,3      | 5,9      | 3,6                | 2,4      | 1,0                    | 0,2        | 1,1    | 3,3                   |

### Otras fuentes
Según The CIA World Factbook, en su actualización a 2017, el 60,2% de los peruanos son mestizos, el 25,8% amerindios, 5,9% blancos, 3,6% negros y 1,2% asiáticos japoneses y chinos.
De acuerdo al antropólogo mexicano Francisco Lizcano Fernández, la población de Perú está constituida en un 45,5% por indígenas, un 32% por mestizos, un 12% por criollos, un 9,7% por mulatos y un 0,8% por asiáticos.
Dentro de la población indígena existen quienes han adoptado la forma de vida occidental, identificándose muchos de ellos como "mestizos", mientras que otros aún conservan su organización y costumbres ancestrales, generalmente en lugares aislados o alejados de las urbes. La forma de vida de estos últimos es estudiada y preservada por el Instituto Nacional de Desarrollo de los Pueblos Andinos, Amazónicos y Afroperuano (INDEPA).
La población indígena en el Perú bordearía el 30% del total nacional según un estudio de la Unicef en su 'Atlas sociolingüístico de Pueblos Indígenas de América Latina'. El censo peruano de 2007 mostraba que un 13,89% de la población es indígena en base al criterio sociolingüístico y un 30 % con base en la estimación tradicional. A una conclusión similar llegó la Comisión de la Verdad y Reconciliación en su informe final. En todo caso, Perú, junto a Ecuador, Bolivia, Guatemala y México, es uno de los países con mayor presencia amerindia en América Latina.
Según los datos del artículo "Major Ethnic Groups Of Peru" de WorldAtlas, los amerindios , constituyen aproximadamente el 45 % del total de habitantes , lo que los convierte en el grupo étnico mayoritario del país. Los mestizos , resultado del mestizaje entre indígenas y europeos, representan cerca del 37 % de la población , mientras que los peruanos de origen europeo (blancos) abarcan cerca del 15 % . El 3 % restante está conformado por otros grupos como asiáticos, afrodescendientes, mulatos, zambos y otros grupos mixtos 
La población blanca tiene su origen en la colonización hispana del Perú que se inició en el siglo XVI y en las posteriores olas migratorias provenientes desde Europa, aunque no tan masivas pero sí continuas hasta hoy en día (principalmente desde España e Italia; y en menor medida desde Francia, Inglaterra, Alemania y otros países centro-europeos).
La población afroperuana desciende de los esclavos introducidos por los españoles para trabajar en minas, puertos y plantaciones.
Finalmente la población asiática oriental emigró en su mayoría de China y Japón. Según la Overseas Compatriot Affairs Commission de Taiwán, la diáspora china en Perú asciende a cerca de 1,300,000 personas, constituyendo la población más grande de descendientes chinos en América Latina. La diáspora japonesa en el Perú está integrada por alrededor de 180,000 personas — ciudadanos japoneses incluidos — y representa la segunda colonia japonesa más grande después del Brasil.
En la encuesta de Latinobarómetro de 2016, un 76% de los peruanos dijeron ser mestizos, un 7% indígenas, un 6% blancos, un 1% mulatos, un 1% negros y un 1% asiáticos.

## Historia de la población del Perú

### Orígenes y primeras migraciones hacia el territorio peruano
| Moche. | Tiahuanaco. |

A pesar de que los vestigios del poblamiento del Perú datarían desde el 9000 a. C. (Hombre de Lauricocha (9000 a. C.), Guitarrero y Toquepala (7600 a. C.)), la primera civilización propiamente dicha en el Perú estuvo en Caral y a pesar de no haber encontrado osamentas en el sitio arqueológico, su descubridora, la científica peruana, natural del Callao, Ruth Shady estima que la ciudad sagrada fue un polo de atracción para pobladores de costa, sierra y selva durante su hegemonía.
El primer postulado de inmigración hacia el Perú lo realizó el arqueólogo peruano Julio César Tello en su Teoría autoctonista, quien al observar los ídolos de Chavín de Huántar (reptiles y felinos) dedujo que sus habitantes migraron desde la amazonía hacia la cordillera, y desde Chavín la influencia de esta cultura se extendió por América del Sur.
Posterior a la cultura Chavín, florecen los Moches, Nazcas y Tiahuanacos. El caso particular de la cultura Moche es importante para la etnografía peruana, debido a que gracias a su cerámica escultórica (huacos retratos), podemos observar costumbres, vestimentas, métodos de pesca, sanación, rituales religiosos y hasta la personalidad de su población.
A su vez, el descubrimiento de la cerámica escultura Tiahuanaco, ayuda a descubrir distintos estilos de vestimenta, tocados y peinados que caracterizaron a esta cultura. Marcando diferencias con los Moches en el norte.

### Situación de las etnias durante el imperio incaico
La expansión del imperio incaico por el territorio peruano supuso también la expansión del uso oficial del runa simi o lengua quechua, además de acentuar la identificación de los diversos pueblos en el territorio del imperio. Los movimientos migratorios durante el periodo incaico eran controlados por el gobierno, los pueblos no se desplazaban a su libre albedrío. Aunque sí se documentan desplazamientos de obreros con el sistema de mitmas y el desplazamiento militar.
Los incas expanden por el territorio nacional sus tradiciones, la organización en aillus (todavía vigente en determinadas zonas del ande y en etnias amazónicas), la religión con el culto a la pachamama y los apus, el sistema de trabajo en minkas. Los incas también extienden la ceremonia del primer corte de pelo a los 2 años, que simbolizaba el primer nombre del niño (según la científica peruana María Rostworowski el soberano Inca era el único que en su vida tenía 3 nombres, el del bautizo, el de la adolescencia y el nombre que escogía al ceñir la mascaipacha).

### Época virreinal y el gran mestizaje

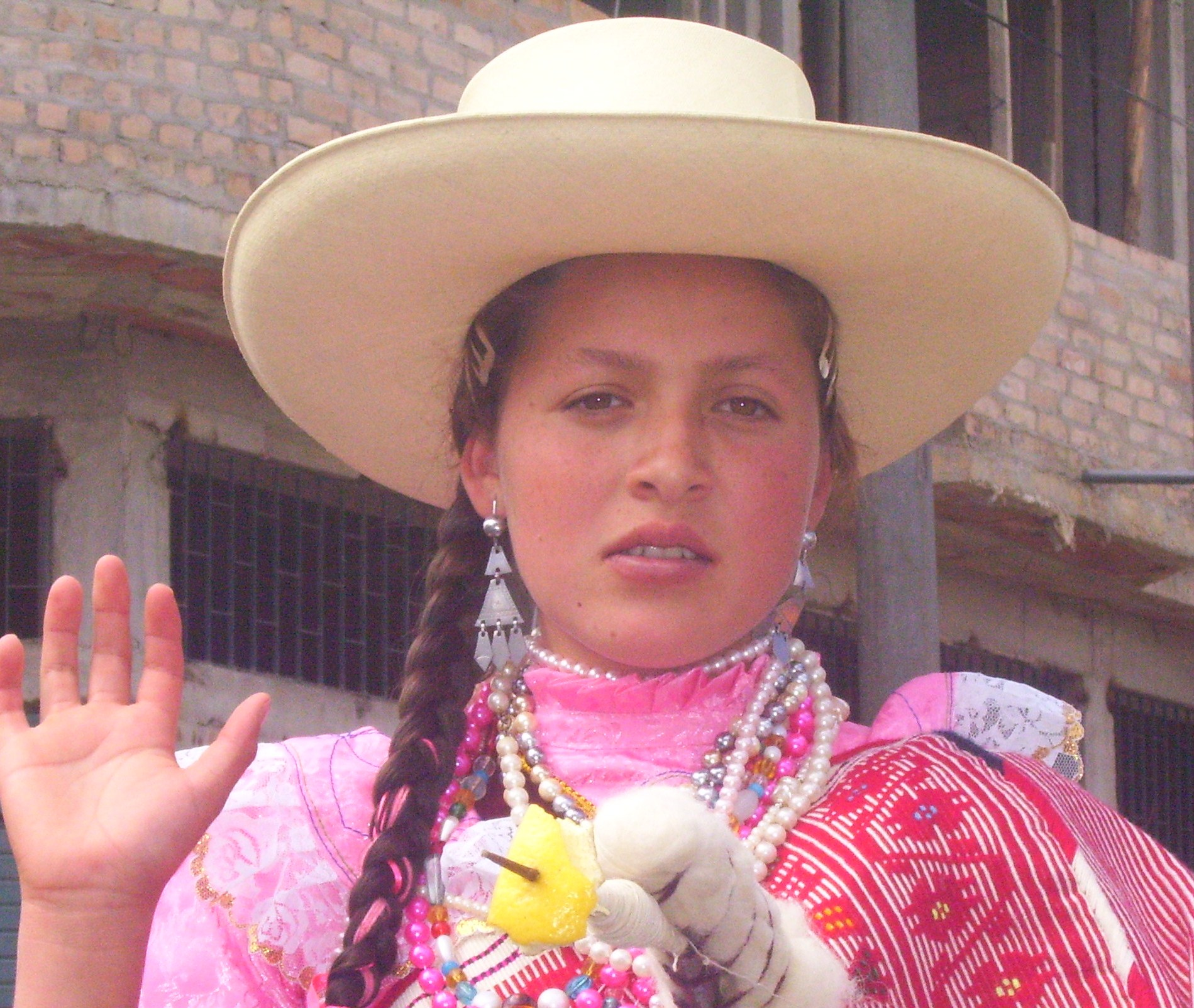
Pobladora de Cajamarca, en la sierra norte del Perú.

Durante el Virreinato se denominaba mestizo al hijo de un padre o madre de raza "blanca" y una madre o padre de raza "india". Luego de la independencia, el término se mantuvo, a veces con sentido discriminatorio o despectivo -manteniendo la clasificación colonial-, para denominar a las personas o culturas que descienden de indígenas americanos, afroamericanos y españoles. En este último sentido se ha dicho que prácticamente toda la población hispanoamericana es mestiza.
Los españoles no concibieron tanto su etnocentrismo en términos de raza, sino de religión ante el infiel y el pagano, o como dice Domínguez Ortiz: "el español no era racista en el aspecto biológico, pero sí lo fue, y cada vez más, en el cultural". Se fomentó la emigración de españoles casados que viajaran con sus esposas (especialmente a partir de 1553), incluso se llegó a la importación eventual de mujeres esclavas blancas "moriscas", a pesar de todas estas medidas, que tienen motivaciones muy diversas, las mujeres españolas casaderas fueron escasas en los primeros años de la Colonia, especialmente aquellas con pureza de sangre y buenas costumbres, es decir que no fueran conversas, moriscas o prostitutas. Esta ausencia de españolas hizo inevitable las uniones por lo general fuera del matrimonio entre españoles e indias.
Cuando el mestizaje comenzó a ser notorio, las autoridades coloniales elaboraron una serie de leyes y normativas sociales, religiosas y morales con el fin de cosificar al mestizo impidiéndole de paso el ascenso social y el poder aunque hubo algunas posibilidades de evitar estas imposiciones y lograr un ascenso. Esta situación se agrava en el siglo XVII, cuando los criollos tendrán que competir por los puestos burocráticos, eclesiásticos y docentes con peninsulares y mestizos. El mestizo es marginado con mayor facilidad que el peninsular porque carece de linaje. Por lo general, este tuvo que luchar para lograr un puesto en la sociedad, algo que muchas veces le llevó a la violencia, a la sumisión o al desarraigo. Esto unido a la diversidad creciente de los grados de mestizaje y la dificultad de establecer quién era mestizo y quién no lo era, llevó por último, en el siglo XVIII, a los elementos sociales dominantes a tipificar y hacer una nomenclatura de los diversos grados o castas del mestizaje.
El mestizo sufre una degradación en su aceptación social a partir de la segunda mitad siglo XVI, debido a su aumento y al carácter diferente de las uniones de sus progenitores, ya que, como señala Domínguez Ortiz, en el siglo XVII el número de hijos ilegítimos en las ciudades coloniales llegaba al 50 %, muchos eran mestizos. Rosenblat relaciona también el aumento de los mestizos con su creciente inadaptación social. El ascenso social era más difícil para estos mestizos, frecuentemente indomestizos en esos años, que junto con sus madres forman grupos muy necesitados, tanto más cuando el mundo indígena materno había sufrido cambios impuestos por los colonizadores que entre otros habían dado como resultado la pérdida del estatus de la mujer al ser sustituido el matriarcado indígena, donde lo había, por el patriarcado de los colonizadores.
El creciente número de mestizos no asimilados y por tanto desarraigados había comenzado ya a ser preocupante en la primera mitad del siglo XVI, en 1533 se despachó una Real Cédula que decía:
He sido informado que en toda esta tierra hay mucha cantidad de hijos de españoles que han habido de indias, los cuales andan perdidos entre los indios, e muchos dellos, por mal recaudo, se mueren y los sacrifican, de que Nuestro Señor sea deservido; e que para evitar lo susodicho y otros daños y malos reacaudos que de andar ansí perdidos podría recrescer, me fue suplicado mandase que fuesen recogidos en un lugar que para ello fuese señalado, adonde se curasen o fuesen mantenidos ellos y sus madres.
El término mestizo sufre paralelamente un desprestigio y en general es un grupo del que se desconfía. Al desprestigio del término mestizo se añade su ambigüedad al aumentar los grados de mestizaje con la llegada masiva de esclavos negros aumenta el número de términos para denominarlos, Manuel Alvar ha recogido 82 términos con unas 240 acepciones referidas al mestizaje. Al mismo tiempo, al perderse la identidad paterna resultaba difícil establecer quién era mestizo y quién no lo era. Muchas veces el serlo dependía más de la pública estimación que de factores biológicos, sucede así que los mestizos con un estatus sociofamiliar relevante podían ascender en la sociedad y eran asimilados a los españoles y a los indios distinguidos. Por simple observación ocular era difícil distinguir a veces quién era indio, mestizo o mulato. Sobre esto hay abundantes ejemplos en la documentación colonial. Así los mulatos podían ser descritos como: mulatos blancos o claros, mulatos moriscos (mezcla de blanco-mulata blanca), prietos, canela, etc. Los mulatos podían eufemísticamente llamarse pardos, y los negros morenos. Esta ambigüedad tenía su lado bueno porque permitía también fácilmente adquirir una identidad étnica ante la ley, que podía corresponderse o no con el fenotipo del individuo. Se podía solicitar a las Audiencias certificados de pureza de sangre, en los que se consideraba que eran blancos los individuos que tenían 1/8 de sangre india o un 1/16 de sangre negra. Cómo establecían estos porcentajes es difícil de responder, pero en todo caso siempre y mediante una suma de dinero se dispensaba la calidad de pardo (mulato) o quinterón (grado de mulatez). También la ambigüedad del mestizaje se plasma en las sentencias emitidas por las Audiencias.
Así prosiguió la historia del mestizaje del Perú a lo largo de sus casi tres siglos de vida colonial. Luego a este proceso se sumaron las diferentes guerras de independencia, las de Don José de San Martín, Simón Bolívar en donde hubo más de 30 mil soldados de ambos bandos en mayor o menor medida conformado por criollos y mestizos tanto del Perú como de distintos países sudamericanos,[cita requerida] de la misma forma combatientes aunque en menor medida provenientes de Inglaterra, Francia, Irlanda y España, estas guerra duraron más de cinco años, se produjo en gran proporción entre las inmediaciones de las sierras desde Cajamarca hasta Cusco, donde se produjo un intenso mestizaje entre los soldados y originarias de dichos lugares,[cita requerida] parte de los mestizos de dichas zonas son descendientes de esta mezcla.
Parte de los mestizos también provienen de la mezcla de las entradas de europeos que se produjeron desde la época del virreinato, aunque no en cantidades importantes, las entradas coincidían sus mayores flujos con las etapas de auge tanto en la etapa republicana como en la contemporánea, especialmente portugueses, Italianos, españoles, en una proporción menor árabes, alemanes, ingleses, franceses, croatas, judíos y de Asia (principalmente, desde China y Japón). Estos grupos contribuyeron en parte al mestizaje actual de un segmento de la población. Durante las dos guerras mundiales, se volvieron a originar migraciones relativas desde Europa pero con menor fuerza que las del siglo XIX; así como pequeñas migraciones desde Medio Oriente y de otros países sudamericanos.
La población española que llegó al Perú era el producto de la mezcla étnica de los hispanorromanos con los visigodos, germanos que formaron un poderoso reino a la caída del Imperio romano, y luego el aporte cultural de los musulmanes que invadieron la península ibérica, a lo que siguió la Reconquista cristiana. Los españoles trajeron consigo la religión católica, y por consiguiente la institucionalización del matrimonio religioso, las festividades religiosas (especialmente las más difundidas en España), los instrumentos de cuerda y la tradición musical española, dando origen al sincretismo étnico, musical y religioso.

#### Sincretismo religioso y el proceso de aculturación

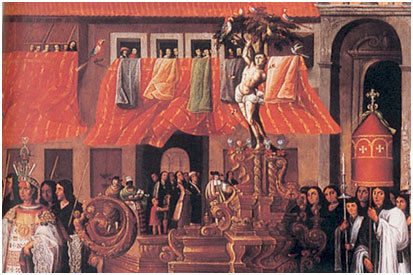
Festividad del Corpus Christi en el Cusco. La colonia supuso el encuentro y posterior sincretismo de las religiones inca y católica.

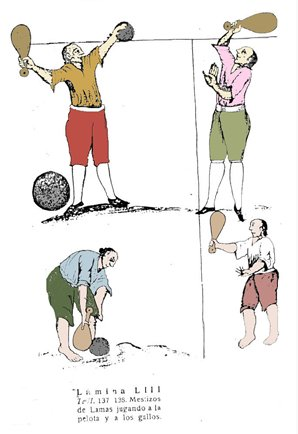
Ilustración del códice de Martínez de Compañón. Mestizos de Lamas jugando a la pelota.

La colonia trajo consigo un proceso de evangelización de las tierras conquistadas que se inició con el establecimiento de misiones. Estas misiones tenían diversas funciones, y en muchos casos no sólo estaban dedicadas a la evangelización, sino también a la producción. De esta época surgen los primeros documentos sobre la existencia de los pueblos de la selva, y a pesar de que todavía estas etnias tenían un aire mitológico y legendario (las amazonas o el dorado, por citar dos ejemplos), esta etapa es importante porque en muchos casos los misioneros documentan las lenguas americanas iniciándose las primeras traducciones a lenguas originarias de textos bíblicos y religiosos.
Al tiempo que la evangelización avanzaba en el Perú, fueron desapareciendo algunos cultos y prácticas ceremoniales andinas. En el caso específico del Inca, éste desposaba a una de sus hermanas; esta práctica fue condenada por la religión católica. Del mismo modo algunas etnias practicaron la poliginia, sororato y el levirato, estas prácticas también desaparecieron aunque en la actualidad es posible encontrar etnias amazónicas como los madija que las practican, aunque en franco retroceso.
El capac cocha, o sacrificio humano a las huacas y apus también fue condenado. Aunque en la creencia popular, envuelta en leyenda, de los pueblos andinos del sur peruano y occidente boliviano, todavía hay quienes practican estos sacrificios, denominando a los supuestos sacrificadores como "cucheros", y relacionando esta práctica con el pago a la tierra o challa.
La fundación de las ciudades y la advocación hacia algún santo o imagen en especial propició que los cultos populares más representativos de España se reprodujeran en el Perú y con el paso del tiempo estas festividades, tomaran características particulares.
Las fiestas patronales y los carnavales fueron reemplazando a las festividades de los calendarios precolombinos como lo sucedido con la Festividad de San Juan el 24 de junio tratando de eliminar el Inti Raymi incaico o el año nuevo de las etnias precolombinas. Las diversas congregaciones religiosas dieron prioridad al culto de sus principales imágenes y santos, así los jesuitas del collao fomentaron el culto a la Inmaculada Concepción (patrona de Juli) o a San Francisco de Borja denominado popularmente como Tata Pancho (patrono de Yunguyo).
Al instaurarse los sacramentos católicos en los pueblos locales se continuó con el vínculo del compadrazgo. Este vínculo, que ya tenía antecedentes prehispánicos, se difundió con más fuerza y actualmente el compadrazgo para las actuales comunidades aimaras, quechuas o amazónicas equipara a los vínculos familiares.

#### El comercio de esclavos africanos
El descenso de la población indígena y la falta de mano de obra para los obrajes españoles originó el comercio de pobladores secuestrados del África subsahariana y sometidos a esclavitud en todas las colonias españolas en América. Este comercio fue controlado en un principio por portugueses, quienes traían prisioneros desde el Congo, esta situación se mantiene hasta el siglo XVII, cuando son superados por Países Bajos, Francia e Inglaterra.
En el caso específico del Perú este sistema se concentró en los valles de la costa, no así en la sierra debido a la abundancia de mano de obra en las reducciones de indios y esto definió luego un mestizaje particular dando lugar a los llamados zambos (hijos de indios y negros) y mulatos (hijos de europeo con negro).
A pesar de que el comercio de negros fue destinado en un primer momento para el trabajo agrícola, fue común que algunos patrones envíen a sus esclavos al trabajo en las ciudades en donde se desempeñaban en diversos oficios, que podían ir desde ser vendedores ambulantes o trabajadores del hogar. Esta práctica fomentó el nacimiento de una nueva sociedad en la que se fusionaron lo indígena, lo español y lo africano, para dar lugar a las nuevas tradiciones de lo que posteriormente sería el Perú independiente.

#### Etnogénesis en la amazonía
El establecimiento de las misiones y reducciones en la selva peruana, produjo un proceso singular de evolución de las etnias amazónicas en el norte del Perú. Los misioneros jesuitas, para un mejor proceso de evangelización, establecieron el uso del quechua como lingua franca. Así de las etnias archidonas, sonus, vacacocha, záparos, aushiris, semingayes, omaguas y algunas familias jíbaras, surgieron los Quechuas del Napo; de las etnias canelos, coronados, urarinas, romaynas, shimiages, arabelas, muratos y achuar surgieron los Quechuas del Pastaza y de los lamas, tabalosos, amasifuynes, cascabosoas, jaumuncos y payanos surgen los Llacuash o quechuas lamistas. En 1578 se produjeron rebeliones por parte de los quechuas del Napo y un grupo de éstos fue trasladado al sur, a orillas del río Las piedras, lo que originó los llamados quechuas santarrosinos de la actual región Madre de Dios.
Estos grupos étnicos fueron perdiendo su identidad durante la colonia y su vestimenta actual fue establecida por los misioneros jesuitas.

#### Alianzas españolas con otros reinos
Si bien es cierto que el ingreso de pobladores de algunos reinos europeos estaba restringido (como el caso de ingleses y franceses que representaban rivales coloniales), el reino de España tuvo alianzas comerciales con algunos otros reinos, entre los que destacaron el Reino de Nápoles y la República de Génova. Estas alianzas tuvieron su apogeo durante el nombramiento del napolitano Carmine Nicolás Caracciolo como virrey español del Perú.
Asimismo se establecieron alianzas matrimoniales como la ocurrida entre Juana I de Castilla y Felipe de Habsburgo. Posteriormente Felipe II de España, llega a ostentar los títulos de Rey de España, Portugal, Nápoles, Sicilia, Cerdeña, Inglaterra e Irlanda, Duque de Milán, Soberano de los Países Bajos y Conde de Borgoña, formando una unión dinástica que duró 60 años.
Todas estas alianzas monárquicas entre europeos, supusieron un ingreso de población europea constante hacia todas la colonias españolas en el mundo, presentándose en mayor medida en los centros industriales más importantes del mundo colonial español como fueron México, Lima y Potosí, estos dos últimos en el Virreinato del Perú.

### La República del Perú y la apertura al mundo

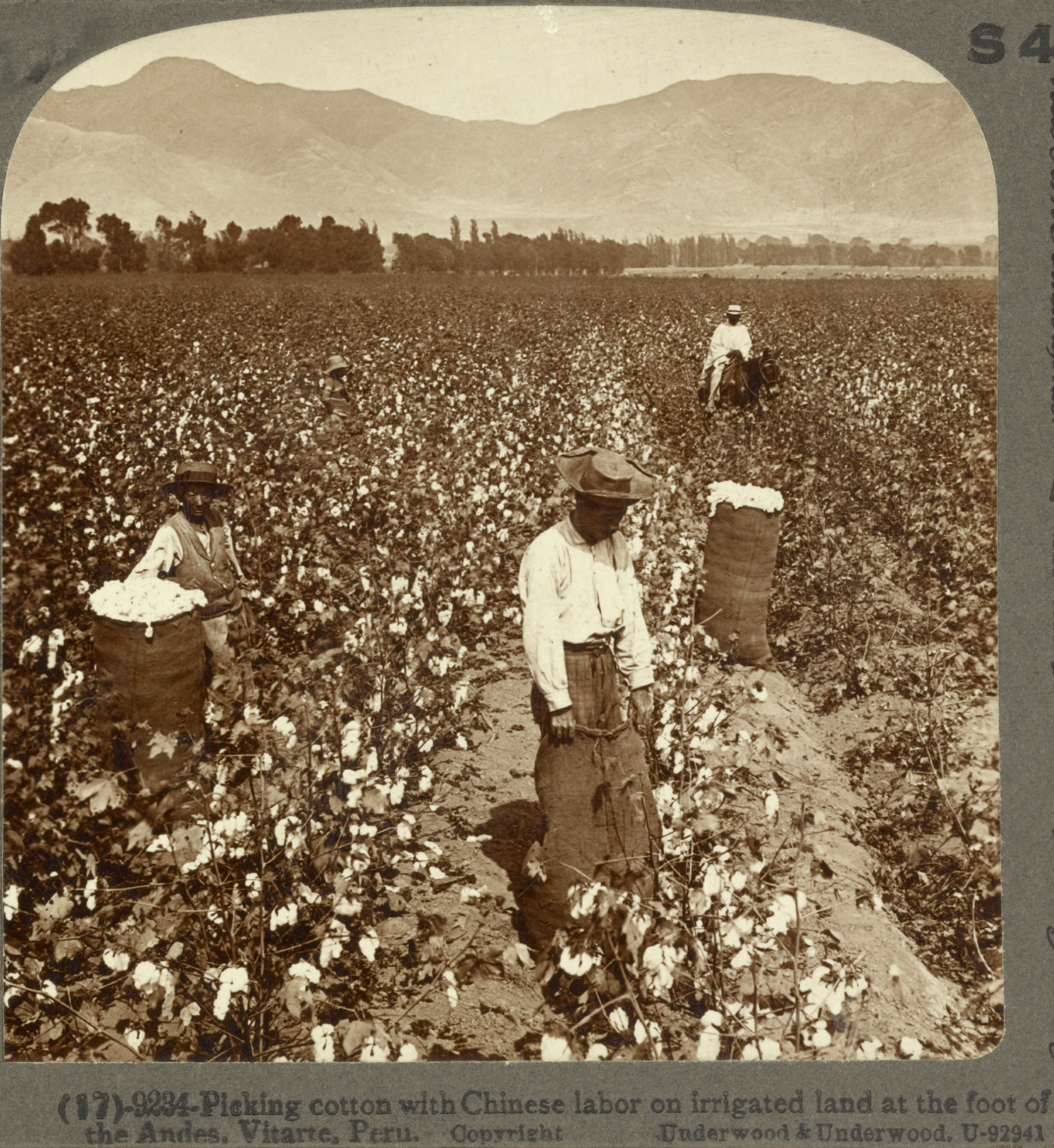
Inmigrantes chinos trabajando en el cultivo de algodón (1890).

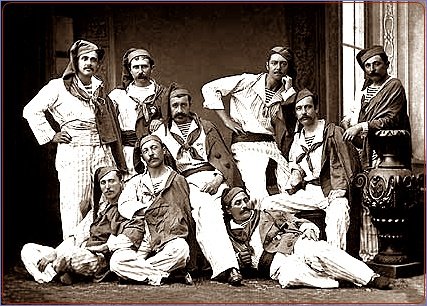
Inmigrantes Italianos en el Perú.

Si bien es cierto que ya ingresaban europeos no hispanos durante toda la época del Virreinato procedentes de distintos lugares de Europa (razón por la cual hoy en día la descendencia de algunas de dichas familias es muy numerosa) es a partir del nacimiento de la nueva República peruana cuando llega un flujo migratorio relativo menos restrictivo desde Europa. Se trató de una migración espontánea pues no existió una política de estado para fomentarla, salvo en muy raras excepciones. Los mayores flujos de dichas migraciones espontáneas coincidían con las diversos periodos de auge en la etapa republicana. Como sigue sucediendo en la actualidad con los emigrantes, cuando se establecían los inmigrantes atraían a familiares, amigos, etc, conformando con el paso del tiempo colectividades altamente productivas. Este éxodo se justifica por el 'panorama virgen' del país receptor.
Destacaron las entradas de italianos que inicialmente se transformaron en comerciantes dedicados al negocio del cabotaje, pero que con el paso de los años se dedicaron a la industria vitivinícola, agrícola, alimentaria, textil, finanzas, etc. Le siguieron en número los españoles, portugueses, franceses, alemanes, ingleses e irlandeses, croatas, judíos askanazies, etc, como también migraciones relativas de Oriente Medio entre otros.
Hacia 1854, el presidente en turno don Ramón Castilla, promulga la abolición de la esclavitud en el Perú, en los valles costeros del Perú desde Tumbes hasta Iquique los negros fueron liberados y esto conllevó a la carencia de mano de obra en los valles costeros. Esto supuso el ingreso de nueva mano de obra, esta vez desde China. Desde ese momento el Perú inicia un nuevo proceso de mestizaje, esta vez con los chinos o culíes provenientes de Cantón, fueron llevados principalmente para el cultivo de la caña de azúcar y la extracción del guano ocasionalmente en condiciones infrahumanas. La influencia china en la cultura popular peruana es tal hasta la actualidad, que muchos elementos de la cultura china aún perviven en la sociedad peruana. Durante el gobierno del presidente Castilla, también ingresa un grupo de alemanes y tiroleses como colonos de la selva central que en un principio formaron una comunidad cuasi cerrada dedicada a la agroindustria.
A finales del siglo XIX, mientras el Perú libraba la guerra del Pacífico, se iniciaron las expediciones caucheras hacia la amazonía; ello conllevó un nuevo proceso de colonización de la selva peruana y mayor contacto de la cultura occidental con las etnias amazónicas. Esta etapa está marcada por el sistema de "patrones" al que fueron sometidas comunidades nativas, así como el desplazamiento de poblaciones promovido por los caucheros como el acontecido por parte de los caucheros colombianos quienes trajeron grupos étnicos, como los Ocainas, Boras y Huitotos para la recolección del caucho. La explotación de los nativos, produjo una baja en la densidad de la población nativa, la asimilación de comunidades nativas minimizadas por parte de otras comunidades (mestizaje entre etnias de la selva) y la desaparición de etnias enteras en la selva peruana. Con la posterior política de colonización de la selva, los grupos nativos pasaron a ser minoría demográfica en toda la región.
Entre 1899 y 1900, el Japón firma alianzas comerciales con distintos países de Sudamérica y el Perú no fue la excepción iniciándose particularmente una ola migratoria proveniente de ese país. Particularmente el Perú y Brasil se convierten en los países con mayor llegada de japoneses durante este periodo, denominándose Nikkei a los emigrantes japoneses y su descendencia, así como a la fusión de su gastronomía con la peruana.
Para 1920 ya se habían registrado la desaparición del idioma mochica así como el franco retroceso de las lenguas autóctonas en favor del castellano.
En 1941 se inicia la guerra peruano-ecuatoriana lo que simboliza un nuevo éxodo de las etnias amazónicas a través de la selva, huyendo de las zonas de conflicto militar. Así mismo, en la década del 40 se inicia en el Perú el proceso migratorio del campo a la ciudad que cambiaría la configuración de la población peruana, que hasta antes de esto era eminentemente rural y que paulatinamente se fue convirtiendo en mayoritariamente urbana. Este proceso migratorio se dio de particular manera desde la región andina hacia la costa y la selva, vale decir que mientras la población de la serranía fue disminuyendo, la población en las regiones costeras y amazónicas fueron aumentando. Este proceso produjo también la lógica disminución de los hablantes de las lenguas quechuas y aimaras (con sus respectivos dialectos y variantes), quienes al llegar a las ciudades dejaron de lado el idioma nativo para cambiarlo por el castellano, pasando esta nueva lengua a su descendencia. Asimismo el surgimiento de los barrios marginales en las ciudades y la migración de tradiciones andinas desde la serranía hacia las grandes ciudades de la costa o la selva.
El gobierno militar de Juan Velásco Alvarado (1968-1975), inicia un periodo de ensalsamiento de lo indígena fomentando el surgimiento de las asociaciones de carácter étnico. Durante este gobierno en 1974 el estado peruano promulga la ley de Comunidades Nativas y campesinas, esta ley otorgó a los grupos originarios y campesinos garantías sobre las tierras que tradicionalmente reclamaban, durante esta época muchos grupos indígenas que habían migrado hacia otros territorios durante la fiebre del caucho también se acogieron a ésta (el caso de los Boras y Huitotos traídos desde Colombia).
Desde 1980 hasta el año 2000, el Perú sufrió la llamada «Época del terrorismo» que tuvo mayor presencia en la serranía y la selva de montaña, según la Comisión de la Verdad y Reconciliación Nacional, en este conflicto fallecieron aproximadamente 70 mil peruanos, de los cuales los más afectados fueron quechuahablantes (75 %). Las comunidades nativas de la selva central del Perú, especialmente Asháninkas también sufrieron con este conflicto interno. La población peruana de las zonas en conflicto se movilizó hacia zonas aparentemente seguras como la ciudad de Lima, aunque finalmente el conflicto también alcanzara a la capital peruana. Este conflicto armado termina hacia el año 2000.

### Proceso de extinción de etnias en el Perú en la actualidad
Por las circunstancias anteriormente citadas y otras el proceso de extinción, lejos de haberse frenado, se incrementa dramáticamente. Con datos de la organización indígena CHIRAPAQ en el período comprendido entre los años 1950 y 1997 se extinguieron 11 etnias, concretamente los Resígaro (Familia Etnolingüística: Arahuaca), Andoque (FE: Huitoto), Panobo (FE: Pano), Shetebo (FE: Pano), Angotero (FE: Tucano), Omagua (FE: Tupí-Guaraní), Andoa (FE: Záparo), Aguano (FE: sin clasificar). Cholón (FE: sin clasificar), Munichi (FE: sin clasificar)y Taushiro (FE: sin clasificar).
Así mismo, la misma organización indica que existen 7 pueblos en aislamiento: Kugapakori-Machiguenga (Familia Etnolingüística: Arahuaca), Mashco-Piro/Iñapari (FE: Arahuaca), Chitonahua (FE: Pano), Maxonahua-Curajeño (FE: Pano), Morunahua (FE: Pano), Pisabo (FE: Pano) y Nahua-Yura (FE: Pano).
Otros 18 pueblos se encuentran en peligro de extinción: Chamicuro (Familia Etnolingüística: Arahuaca), Mashco-Piro/Iñapari (FE: Arahuaca), Arasaeri (FE: Harakmbet), Huachipaire (FE: Harakmbet), Kisamberi (FE: Harakmbet), Pukieri (FE: Harakmbet), Sapiteri (FE: Harakmbet), Muinane (FE: Huitoto), Ocaina (FE: Huitoto), Chitonahua (FE: Pano), Isconahua (FE: Pano), Marinahua (FE: Pano), Mastanahua (FE: Pano), Maxonahua-Curajeño (FE: Pano), Morunahua (FE: Pano), Pisabo (FE: Pano), Nahua-Yura (FE: Pano) e Iquito (FE: Záparo).
Los datos para la Costa y la Sierra proceden del Instituto Indigenista Peruano y los de la Amazonía de una publicación coordinada por Antonio Brack y Carlos Yáñez

## Familias etnolingüísticas del Perú

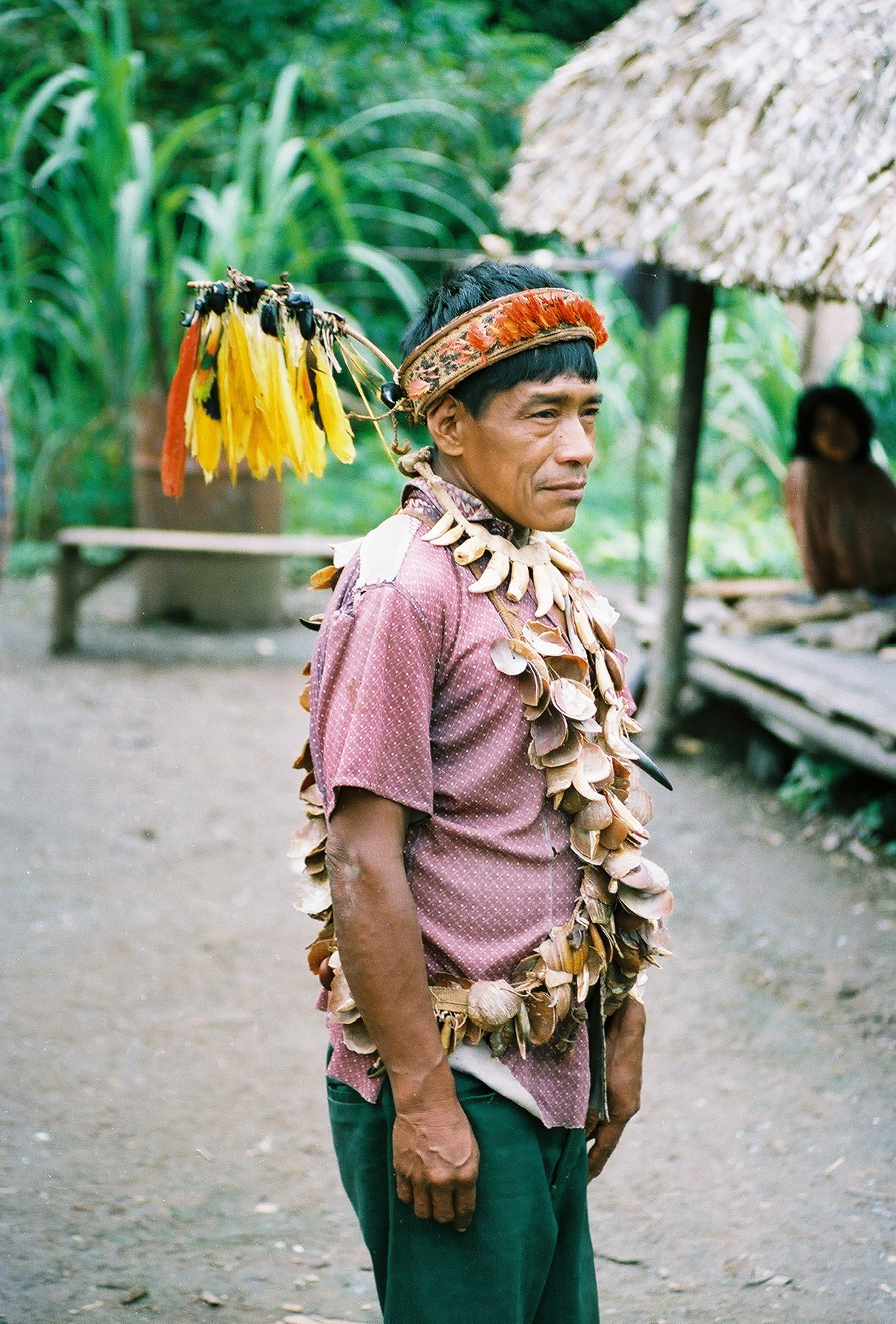
Chamán de la etnia urarina o Kacha edze.

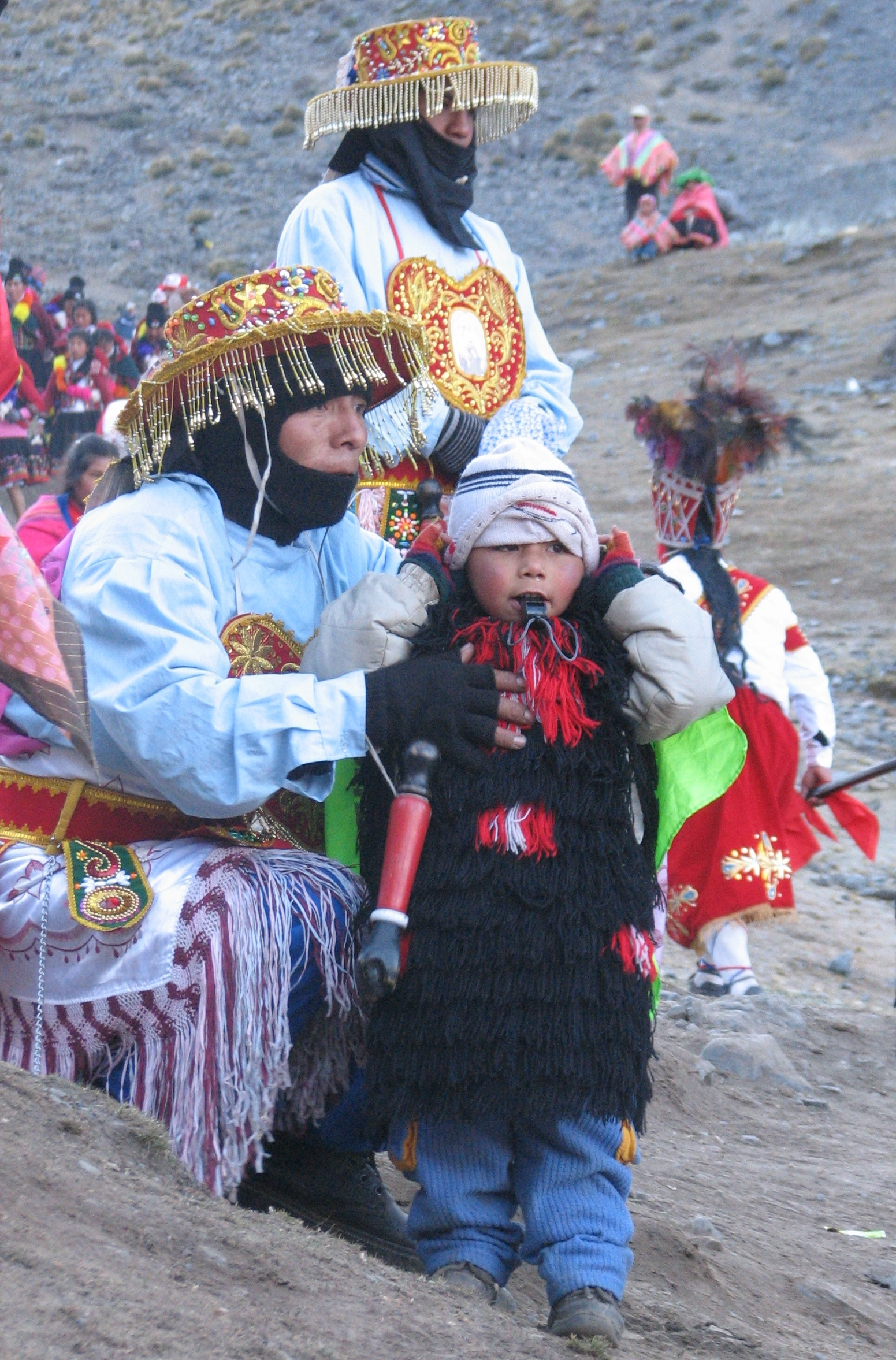
Qhapac Negro - Danzantes en la festividad del Qoyllur Ritti, peregrinando al glaciar del nevado Ausangate. Cusco.

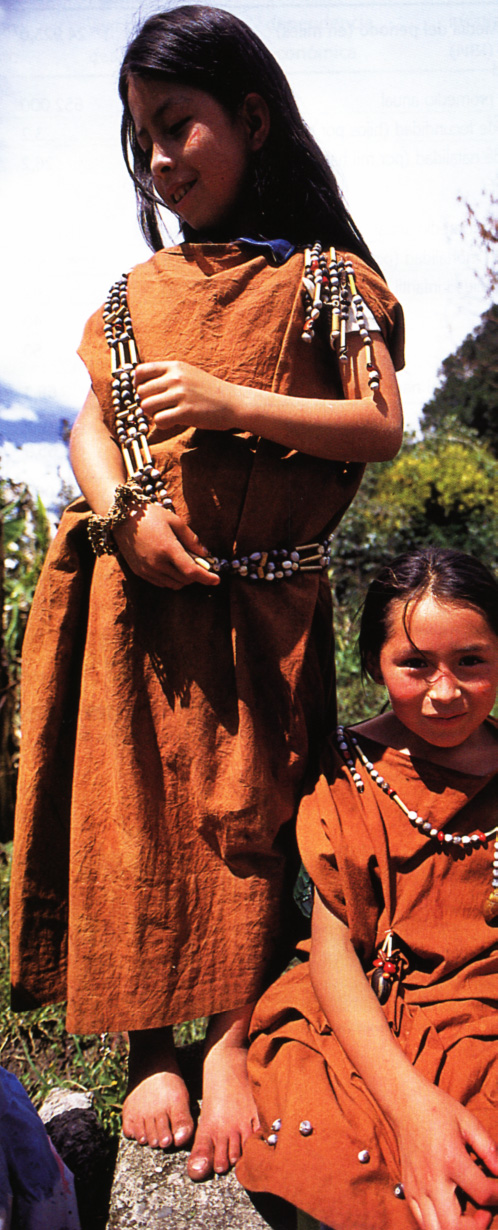
Niñas de la etnia Amuesha. Selva Central del Perú

En el Perú, el castellano que forma parte de las lenguas romances, es el idioma más extendido demográficamente. El castellano del Perú, muestra una influencia mayoritaria de las lenguas quechuas. Esta influencia se dio desde la conquista y el virreinato y no es exclusiva del Perú, pues la influencia quechua es también visible en el castellano boliviano, argentino, ecuatoriano y chileno. Asimismo, cada región del Perú tiene características lingüísticas propias que la identifican con culturas ancestrales y que configuran las variantes del español en el Perú.
Con respecto a las etnias autóctonas el INDEPA, en su propuesta etnolingüística del Perú 2010, reconoce la existencia de 16 familias de lenguas que son:
| Familias etnolingüísticas                                                                                                   | Etnias | Población  |
| Romance | Mestizos y gran parte de indígenas. | 15.000.000 |
| Quechua | Ancash - Yaru (Vicos, Yaruvilcas) Ayacucho-Cusco (Chancas, Chopccas, Queros y Wari) Cañaris-Cajamarca (Cajamarca, Cañaris) Chachapoyas-Lamas (Llacuash) Jauja-Huanca (Huancas, Tarumas, Xauxa) Napo-Pastaza-Tigre (Alamas, Inga, Quichua) Santarrosino (Kichwaruna) Supralecto Yauyos (Yauyos) | 4.360.331  |
| Aru | Aimara Jaqaru | 444 448    |
| Arawak | Ashaninka Asheninka Atiri Caquinte Chamicuro Madija Matsiguenga Yanesha Yine Resigaro | 128 512    |
| Jíbaro | Achual Aguajun Candoshi Jíbaro Shuar | 79 871     |
| Pano | Iscobaquebu Joni Junikuin Masronahua Matses Morunahua Nuquencaibo Onicoin Parquenahua Pisabo Uni Yaminahua Yora | 30 409     |
| Cahuapana | Campo-Piyapi Shiwilu | 21 776     |
| Sin clasificación | Aguano DuuXugu Kacha edze Walingos | 11 836     |
| Tupí-guaraní | Cocama Omagua | 11 307     |
| Harakmbut | Amarakaeri | 2 092      |
| Peba-Yagua | Yihamwo | 5 679      |
| Huitoto | Dyo'xaiya Meneca Miamuna Muinane Murui | 2 709      |
| Tucano | Aido pai Maijuna Monichis | 1 111      |
| Zaparo | Iquito Ite'chi Tapueyocuaca | 922        |
| Tacana | Ese'ejja | 588        |
| Uro-Chipaya | Uro | SI         |
| Fuente: Mapa etnolingüístico del Perú - 2010, Instituto Nacional de los pueblos Andinos, Amazónicos y Afroperuanos -INDEPA. | |            |

Dentro de las familias etnolingüísticas del Perú, la denominada Quechua Napo-Pastaza-Tigre, es en realidad una sola lengua con tres etnias diferentes. Asimismo la etnia Uro que formó parte de la familia lingüística Uro-Chipaya, actualmente ha dejado de hablar esta lengua para utilizar el aimara, sin que esto identifique a la etnia Uro como parte de las etnias aimaras.

## Descripción etnográfica del Perú

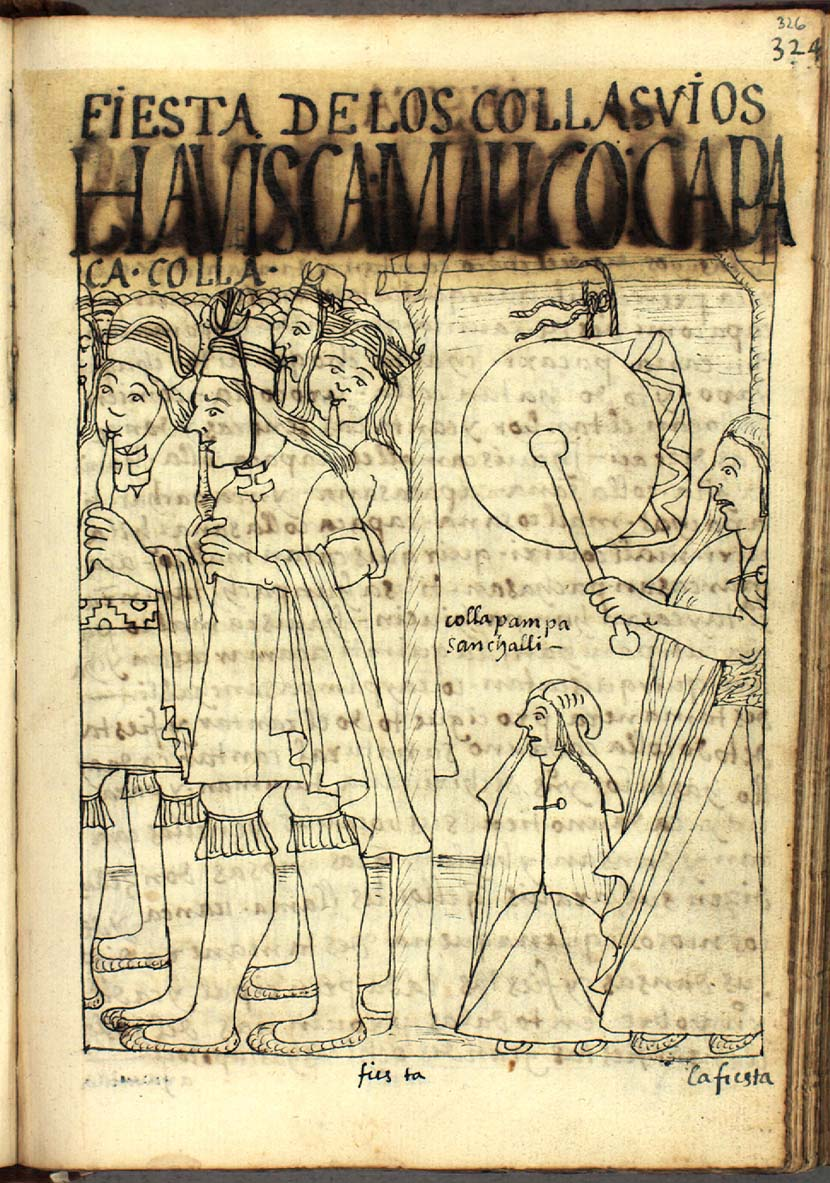
Grabado de Huamán Poma de Ayala. Fiesta de los Collasuyos.

No existe documentación escrita de las creencias en el Perú, hasta la llegada de los colonizadores europeos. Uno de los primeros en describir los usos y costumbres dentro del territorio peruano fue el cronista Pedro Cieza de León en su Crónica del Perú, libro en tres tomos del cual publica el primero en 1553.
Posteriormente el Inca Garcilaso de la Vega, también llamado el primer mestizo biológico y espiritual de América, publica en 1609 sus Comentarios Reales de los Incas, dando otro punto de vista a la realidad etnográfica del Perú de esa época.
Pero no sería hasta la llegada del cronista Huamán Poma de Ayala en que se muestra una visión del Perú antiguo desde el punto de vista de un descendiente quechua hablante. Las crónicas de Huamán Poma fueron descubiertas en 1908 en la biblioteca de Copenhague (Dinamarca) y desde su descubrimiento han servido a historiadores destacados como María Rostorowski para el entendimiento de la cultura incaica.
También de acuerdo a la cantidad de personas que llevan el mismo apellido, la última actualización de datos que posee la Reniec indica que Quispe (apellido de origen indígena) es el más común, seguido por Flores. Con un total de 356 277 personas apellidadas Flores, siendo el segundo apellido más común en Perú.

### Sistemas de mitos y creencias en el Perú
El cristianismo es la creencia más difundida en el Perú, y de las religiones cristianas el catolicismo es la más extendida poblacionalmente. La mayoría de los mitos y creencias en el Perú se han forjado durante la colonia con el proceso de aculturación que vivió la población originaria. Aun así han pervivido hasta la actualidad un grupo de creencias asociadas a las religiones precolombinas.

#### Mitos, creencias y costumbres autóctonas
En el pasado, según la evidencia arqueológica, el peruano era politeísta con características animistas. Estas creencias fueron reemplazadas por la religión cristiana, pero todavía existen algunas creencias que han pervivido con el paso del tiempo.
La creencia en la pachamama, madre tierra o santa tierra, es una creencia y práctica religiosa muy difundida en las zonas rurales del Perú y los centros urbanos de influencia quechua y aimara. Esta creencia está ligada a todas las celebraciones religiosas, eventos comunales o familiares. Los ritos a la pachamama presentan variantes dependiendo la zona geocultural pero generalmente están asociados también a figuras religiosas católicas (cruces y santos). Los ritos hacia la pachamama también están asociados al licor, pues en el pasado se invitaba o convidaba chicha a la santa tierra, pero este elemento ha ido cambiando por cerveza, vino o incluso pisco (estos dos últimos en las comunidades campesinas de la costa).
Es también visible en algunos lugares de la zona centro y sur andina, la creencia en el Equeco o iqiqu, quien es un Dios de la fecundidad y fortuna. Esta creencia sería anterior a la llegada de los españoles, pero la creencia ha incrementado elementos al equeco, vistiéndolo con indumentaria europea como pantalones y camisa además del chullo andino. El equeco fue documentado por primera vez por el jesuita italiano Ludovico Bertonio en la ciudad de Juli, actual provincia de Chucuito en Puno.

#### Mitos, creencias y costumbres mestizas
La mayoría de creencias, mitos y costumbres en el Perú son fruto del mestizaje entre la cultura española e indígena. La religión católica en el Perú muestra una amalgama de creencias que lindan con el paganismo en algunos casos y que son el fruto del sincretismo religioso.
Algunos seres mitológicos que son fruto del mestizaje son:
- El mito del Kharisiri (en la región aimara), Pishtaco o Nakaq (en la zona quechua), según Martha Hardmann en la zonas andinas aimaras se cree que el kharisiri es un sacerdote.[43]
- En la mitología de la amazonía peruana, también existen seres mitológicos fruto del mestizaje como la Runa-mula o mujer mula. Esta creencia nace durante la evangelización de la selva peruana.

Las tradiciones religiosas afroperuanas en la vertiente del Pacífico tienen rasgos y características distintivas. Es común la costa peruana la presencia de cofradías de negros o bailes de morenos, en las fiestas religiosas más representativas. Estos bailes presentan variaciones muy visibles de norte a sur, con mayor mestizaje en los centros urbanos de la costa central y norte.

#### El matrimonio

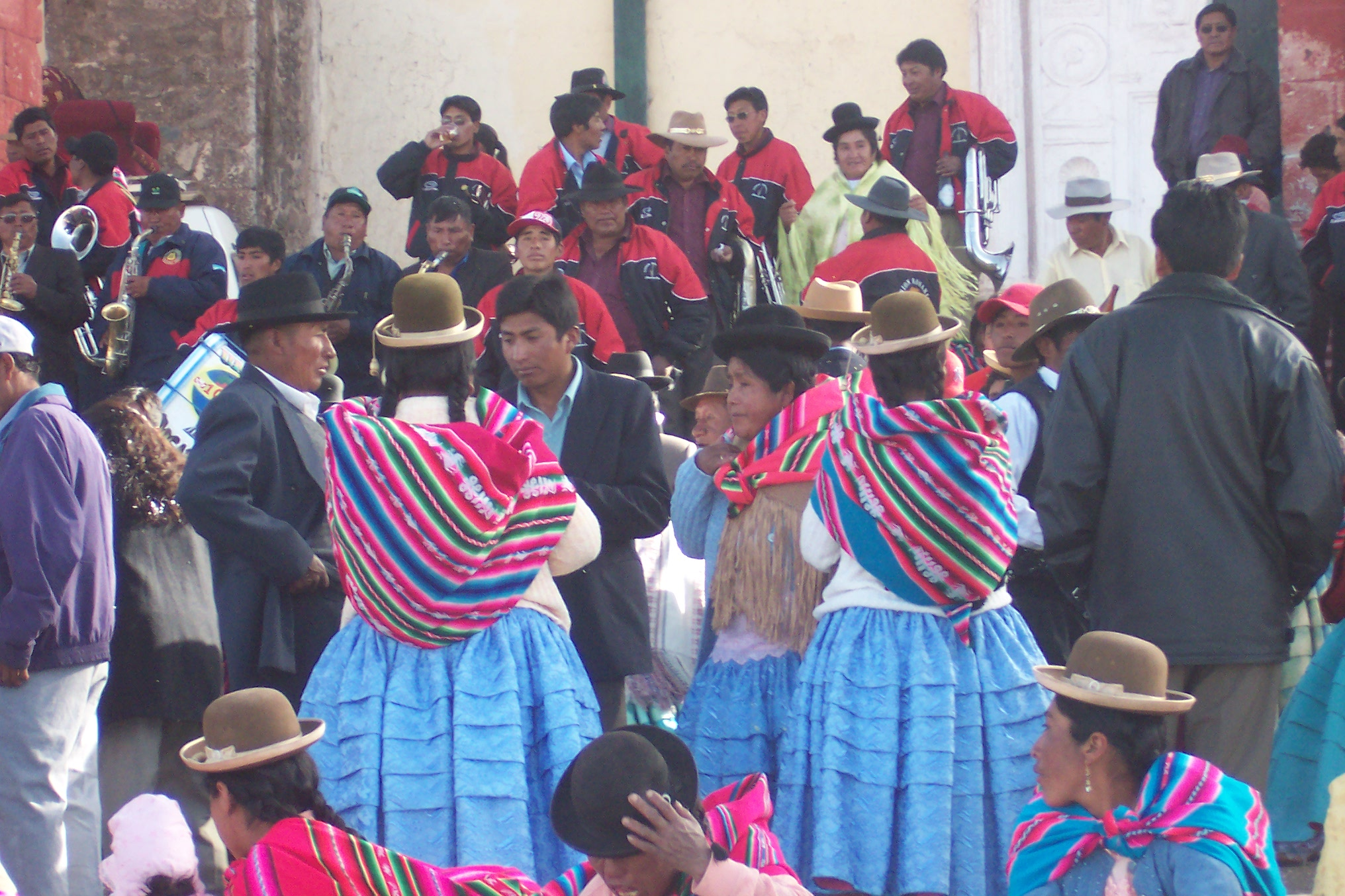
Matrimonio aimara en Chucuito. Se observa a las mujeres con una lliclla especial para el matrimonio, así como el mismo modelo de pollera y blusa en las invitadas especiales (familiares).

El rito matrimonial católico fue impuesto durante la colonia. Durante la época prehispánica, los ritos matrimoniales diferían entre grupos étnicos y niveles sociales. Por citar un ejemplo, la nobleza Inca practicaba la poliginia, mientras que las clases inferiores practicaban la monogamia. Actualmente las uniones matrimoniales son de carácter monogámico y el rito matrimonial es en mayor medida conforme a las religiones cristianas. Sin embargo, en las poblaciones de influencia amerindia existen tradiciones autóctonas relacionadas al matrimonio que se han entremezclado con los ritos católicos, generalmente estos ritos tradicionales autóctonos se realizan fuera de los templos cristianos (puede ser antes o después del rito matrimonial cristiano) y varían de lugar en lugar.
La convivencia post matrimonial no tiene normatividad legal en el Perú, pero algunas sociedades aisladas practican normas de convivencia postmatrimonial que pueden ser de carácter patrilocal o matrilocal según la etnia a la que pertenezca la pareja. Estas prácticas de convivencia post-matrimonial obligatoria son comunes en etnias de la amazonía.
Es común que en la zona quechua se denomine servinacuy a la convivencia de una pareja sin estar unidos en matrimonio.

#### El arte textil étnico
El etnohistoriador ucraniano John Murra sostenía que los tejidos en el mundo andino eran como un carnet de identidad que distinguía una comunidad de otra. Este arte textil en el Perú proviene desde tiempos muy remotos que pueden remitirse a las primeras civilizaciones andinas.
Algunas prendas representativas del arte textil nacional son las llicllas o aguayos, fajas, chullos y polleras en el mundo andino; mientras que en el mundo amazónico la prenda distintiva la constituye la kusma o kushma, aún vigente en algunas comunidades nativas del amazonas.
El arte textil andino generalmente se realiza con fibra de oveja o alpaca, (es más restringido el uso de la fibra de vicuña, generalmente destinado a la exportación) y su teñido era generalmente sobre la base de tintes naturales que vienen perdiendo vigencia en contraposición de los tintes artificiales.
Los diseños del arte textil andino son naturalistas en su mayoría. Aunque hay comunidades que destacan por su abundante iconografía textil, como es el caso de la comunidad andina de Taquile en la isla del mismo nombre en el lago Titicaca. Esta comunidad, por su aislamiento en el pasado, ha evolucionado estilos decorativos particulares, por esta razón el "Arte textil de Taquile" fue proclamado en el 2005 como Obra maestra del patrimonio oral e intangible de la Humanidad por la UNESCO.

### La tradición culinaria en el Perú

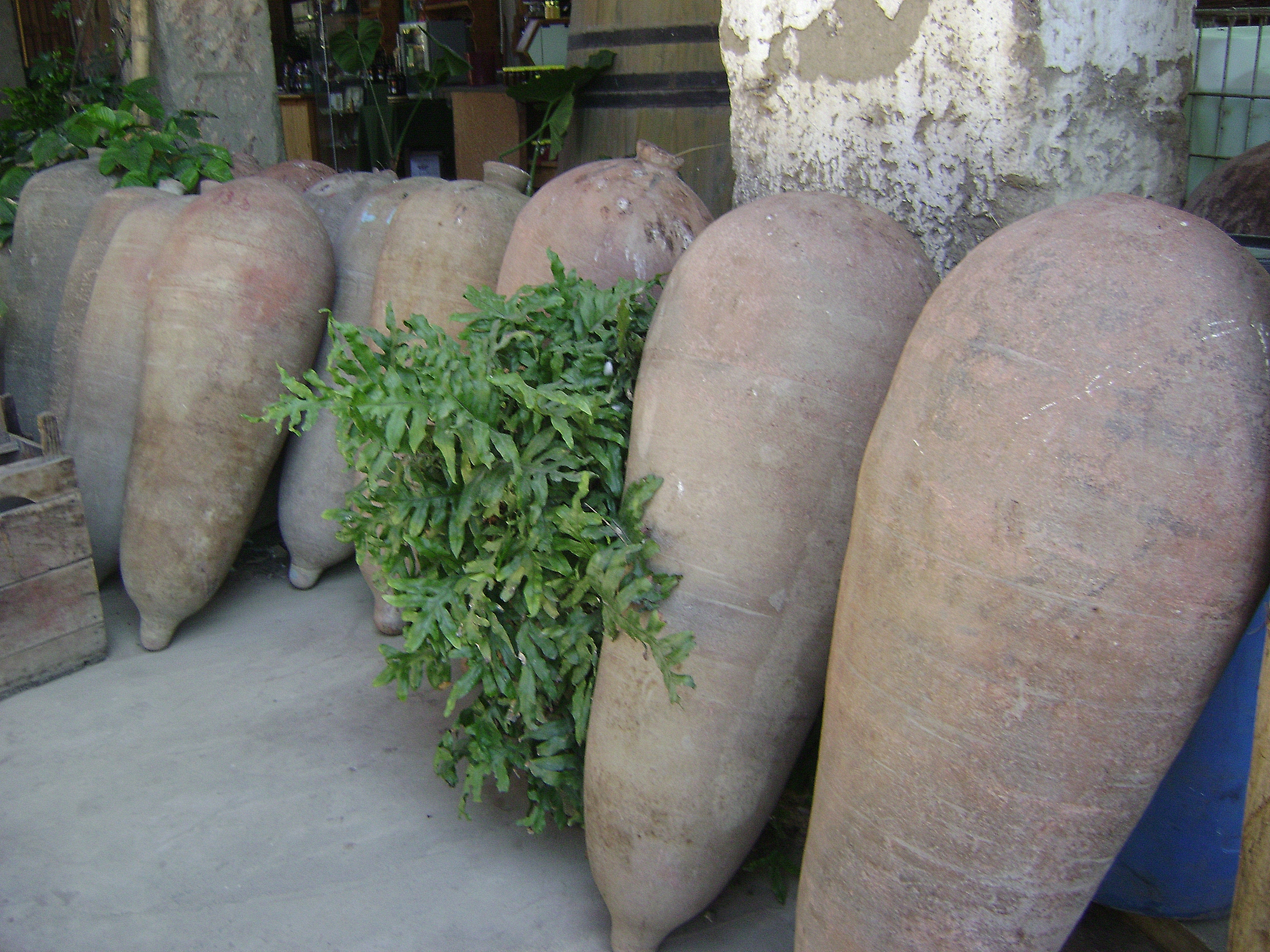
El pisco y la tradición pisquera en el Perú, están ligadas al ecosistema costero peruano desde la época colonial. En la foto: vasijas de arcilla para el almacenamiento del Pisco peruano.

En el Perú no puede hablarse de una cocina peruana sino de varias cocinas regionales que forman un todo. Esta particularidad se refleja en la gran variedad de platos típicos, los cuales forman parte de la identidad nacional del Perú. La diversidad de la gastronomía peruana se sustenta en tres fuentes:
- La particularidad de la geografía del Perú;
- La mezcla de culturas; y
- La adaptación de culturas milenarias a la cocina moderna.

En el Perú subsisten métodos de cocción de alimentos ancestrales como el realizado para la elaboración de la pachamanca o el chiriucho. Estos métodos ancestrales recibieron la influencia europea durante la colonia, que derivó en el surgimiento de las cocinas regionales, principalmente en las grandes metrópolis de la época colonial (Lima, Trujillo, Cusco, Arequipa, Saña (Chiclayo)), Piura, Huamanga y Tarma).
Las cocinas regionales se enriquecieron con el ingreso de colonos y esclavos, desarrollando particularidades que fueron diferenciándolas. De la época colonial surgen platos como el Ají de gallina en Lima, el seco de chavelo en la costa norte o el rocoto relleno en la sierra sur.
La época colonial marca el ingreso de nuevos productos alimenticios en la dieta de los peruanos, así también marca el inicio de la tradición vitivinícola y pisquera que caracteriza a la costa peruana. Hasta antes de la colonia los licores eran en su mayoría fruto de la fermentación (como ejemplo la chicha de jora o el masato), pero a partir de la colonia ingresa el proceso de destilación del cual evolucionan el pisco y el llonque.

### Tradición musical en el Perú

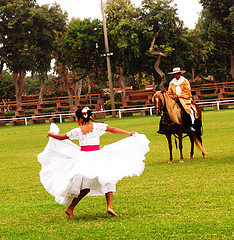
La marinera norteña está también ligada a la tradición del caballo de paso, ambas forman parte de la identidad de la costa norte del Perú.

La tradición musical en territorio peruano se remonta a varios siglos antes de Cristo. De épocas precolombinas, perviven algunos instrumentos musicales como las zampoñas, quenas, wankaras, tarkas, pinkillos, entre otros. Estos instrumetos forman parte de la música folclórica de muchos lugares especialmente en la zona andina y amazónica.
La influencia de la época colonial se caracterizó por el ingreso de instrumentos cordófonos a la escena musical peruana, como las guitarras, arpas, violines, mandolinas y bandurrias. Posteriormente por mestizaje, surgieron instrumentos como el charango, el cajón, la cajita rítmica musical o el kitag (este último en la amazonía peruana).
Los ritmos musicales del Perú actual son muy variados, destacan los denominados ritmos andinos, criollos, afroperuanos y del oriente (selva peruana). Que forman parte del folclore nacional y muy ligado a las identidades regionales en el Perú.
Aunque también existieron ritmos alóctonos que prosperaron en el Perú originando un particular estilo. Este es el caso de la música académica, que durante el periodo barroco del Perú sufrió una notable transformación especialmente en el Cuzco, en donde surgió la música barroca andina de carácter eclesiástico. Más recientemente se registra la entronización de la cumbia colombiana en el arte musical peruano, que dio surgimiento a ritmos nacionales como la Chicha (ritmo tropial andino) o la cumbia peruana en sus diversas variantes regionales (cumbia norteña, sureña, amazónica, huarochirana o triple A).
La actividad musical en el Perú es de constante creación y recreación, fundamentado en las actividades de fusión musical o en la práctica de ritmos alóctonos como el rock, jazz, entre otros, que tienen exponentes de renombre en la escena musical internacional como el caso de Susana Baca, ganadora del Grammy latino por su producción Lamento negro de fusión criolla y afroperuana.
Algunos elementos musicales tradicionales peruanos fueron proclamados patrimonio de la Humanidad por la UNESCO en el 2010, entre estos están la danza de las Tijeras y la Huaconada. Asimismo el Eshuva, rezos cantados de la etnia Huachipaire, también fue incluido en esta lista de la UNESCO el 2011.

## Registro etnográfico del INC
El estado peruano a través del Instituto Nacional de Cultura (INC), ha creado la Dirección de registro y estudio de la cultura del Perú cuya principal labor es el registro etnográfico documental y audiovisual en el Perú, así como la difusión, promoción y reconocimiento de las manifestaciones culturales del Perú.

### Programa Qhapaq Ñan
Desde el 2003, el INC ha recopilado datos etnográficos aledaños al camino inca en el Perú, esta recopilación se realizó hasta el 2007 y a partir de entonces, el INC ha desarrollado proyectos para las expresiones más relevantes del patrimonio inmaterial del Perú, entre los que destacan:

#### La cultura Chopcca
La cultura Chopcca es una comunidad indígena andina. En el Perú, los Chopccas son uno de los grupos que ha conservado mejor su cosmovisión, su lengua, su cultura, sus tradiciones y su territorio, sin necesidad de vivir en el aislamiento. Este pueblo ha elegido continuar con su cultura.
Esencialmente se dedican al pastoreo de altura de camélidos sudamericanos. También se dedican al arte textil alcanzando altos niveles de calidad, estética y originalidad.
El proyecto referido a la cultura Chopcca, desarrollado por el programa Qhapaq Ñan comprende el área del distrito de Izuchaca en Huancavelica, lugar por donde pasa un tramo del camino principal de la sierra, además de diversos ramales ubicados en el distrito de Yauli, también región Huancavelica.

#### Cerámica tradicional de Pucará
La cerámica tradicional de Pucará es una expresión cultural que se enmarca dentro de los distritos de José Domingo Choquehuanca y Pucará en la Región Puno. Estos pueblos se ubican cerca a las ruinas arqueológicas de la cultura Pucará y en un tramo de la ruta qolla del camino de la sierra del Qhapaq Ñan.
Los pueblos ubicados en los distritos de Choquehuanca y Pucarà albergan pueblos de una singular y antiquísima tradición alfarera que se ha mantenido vigente hasta la actualidad.
El torito de Pucará es sin duda, la pieza emblemática de la cerámica de esta región y apareció durante la época colonial. Los toritos de Pucará pueden interpretarse como illas (objetos de protección) por lo cual su utilización está ligada a contenidos mágico-religiosos.

#### El Anaco
El anaco es una vestimenta precolombina que posiblemente data del periodo Tiahuanaco. En lengua aimara se le denomina capus, uncu o urco, el nombre 'anaco' derivaría del quechua sureño yanacu que significa; punto oscuro; en alusión al color de la prenda. Esta vestimenta se utiliza en el distrito de Camilaca en la zona andina de la región Tacna, y se le puede apreciar en fiestas como los carnavales o la Semana Santa.
Camilaca se encuentra ubicada en un tramo del qhapaq ñan que une Ilave y Juli con la costa de Sama.

#### Huánuco pampa, memoria del Inca
Huánuco Pampa fue un centro administrativo de la cultura Inca unido al Cuzco por el Qhapaq Ñan. La región fue cuna de diversos grupos étnicos que han desarrollado gran variedad de danzas y fiestas que actualmente vienen siendo erosionadas por el proceso migratorio actual.
En sus fiestas es común representar al Inca y las Pallas, y alrededor de las danzas existen numerosos relatos de data prehispánica. El proyecto "Huánuco pampa, memoria del Inca" busca mostrar la memoria del Inca y su importancia en la vida y cultura de los pobladores de la región.

#### Tanta, en la ruta del Pariacaca
Tanta es un poblado ubicado a un costado del camino que une Pachacamac con Xauxa (Jauja), este camino es conocido como la ruta de Pariacaca, por la presencia del nevado del mismo nombre que domina el paisaje de este tramo del Qhapaq Ñan.
El pueblo se ubica en la provincia de Yauyos, región Lima y es poseedor de una artesanía textil no documentada ni registrada adecuadamente, también presenta manifestaciones culturales ganaderas. Actualmente el proyecto etnográfico "Tanta, en la ruta del Pariacaca" continúa procesando información.

#### La cultura Cañari
La cultura Cañari que habita en Perú, son un grupo étnico de origen ecuatoriano desplazado como mitmaqkuna en tiempos del tahuantinsuyo. Los cañaris habitan los distritos de Cañaris, Incahuasi y Salas en la región Lambayeque, sobre los 1000 y 3200 m s. n. m. Estas poblaciones poseen expresiones culturales con características étnicas andinas que están asociadas a la presencia inca en la zona.

#### Danzas de Luya
Las danzas de la provincia de Luya en la región Amazonas, son poseedoras de una estética particular que se expresa en la vestimenta tradicional así como el uso de instrumentos musicales precolombinos. La mayor parte de las coreografías de sus danzas representan a aves de la zona y esto hace única a las danzas de esta región.
El proyecto "Danzas de Luya", actualmente viene estudiando el corpus cultural de Luya para contribuir a la salvaguardia, promoción y difusión de esta manifestación cultural peruana.

#### Industrias culturales y producción de música tradicional
El proyecto "Industrias culturales y producción de música tradicional" abarca la producción y difusión musical en el Perú, especialmente de la música tradicional popular; incluyendo la producción de fonogramas, organización de espectáculos masivos con artistas pupulares y la difusión radiofónica.
Actualmente el INC continúa el acopio de información de este proyecto desarrollando una serie de estudios sobre la música popular peruana. Hasta la actualidad ya se ha publicado un volumen dedicado al "Vals" titulado "Celajes, florestas y secretos. Una historia del vals popular limeño".

#### Testimonios de vida de artistas populares – serie Grandes maestros
Este proyecto trata de una serie de publicaciones que recoge biografías de destacados representantes del patrimonio cultural inmaterial del Perú, mediante la técnica antropológica de investigación llamada "método biográfico".

#### La obra académica de José María Arguedas - estudio
Este proyecto se realiza con motivo de celebrarse el centenario del nacimiento del escritor peruano José María Arguedas (1911-2011) y es desarrollado por el Ministerio de Cultura del Perú.

#### Salvaguardia de la cultura Aimara
Este proyecto fue diseñado por tres países: Bolivia, Chile y Perú; por compartir poblaciones aimaras dentro de su territorio. Este proyecto fue diseñado para desarrollarse en ámbitos que abarcan la música tradicional, tradiciones orales, textilería, así como las diversas técnicas y conocimientos agrícolas.
El proyecto "Salvaguardia de la cultura aimara de Bolivia, Chile y Perú" actualmente forma parte de la Lista del Patrimonio Inmaterial de la UNESCO enmarcado dentro del Artículo 18 de la convención para la Salvaguardia del Patrimonio Cultural Inmaterial, por reflejar mejor los principios y objetivos de dicha convención.

#### Los quipus patrimoniales de Tupicocha
Los quipus son un sistema de nudos que según la historiografía sirvieron para la contabilidad durante el imperio incaico. Si bien la mayoría de historiadores concuerda con la hipótesis de la utilidad en la contabilidad precolombina, hay quienes sostienen que pudo ser una forma de escritura.
Los quipus de Tupicocha fueron estudiados por Frank Salomon en su libro The Quipocamayos of Tupicocha (2004), se trata de quipus impuestos a las autoridades a manera de bandas presidenciales que abrieron la pregunta del investigador: ¿Fueron los quipus una escritura?.
El proyecto "Los quipus patrimoniales de Tupicocha" del INC se enmarca dentro de la comunidad andina de San Andrés de Tupicocha (Huarochirí) y actualmente todavía viene ejecutándose el acopio de información por parte del INC.

#### Tradición oral
Durante cinco años (2003-2007) el INC ejecutó el acopio de información etnográfica en las poblaciones aledañas al Qhapaq Ñan, este acopio se ha registrado en cintas de audio con numerosas narraciones de cuentos, mitos y leyendas. Este material inédito y de un superlativo valor documental demuestra la importancia de la tradición oral para la transmisión de experiencias, percepciones y representaciones, además de la construcción de su identidad.
Este acopio de información fue digitalizado en discos compactos y unificados en el proyecto "Tradición oral, serie de discos compactos que recoge relatos orales de las diversas poblaciones del país".

#### Ruraq maki
Ruraq maki, son una serie de micro documentales sobre arte popular. Cada documental recoge en siete minutos el testimonio de la vida y obra de maestros. Este proyecto se circunscribe al camino de la sierra, eje principal del Qhapaq Ñan en los cuales se encontraban los principales centros administrativos y producttivos del Tawantinsuyo.

## Composición étnica del Perú
La composición étnica del Perú actual está influida por varios factores entre los que destacan la inmigración, plagas y guerras. El estado peruano reconoce y protege su diversidad étnica y cultural constitucionalmente, asimismo organismos internacionales reconocen la diversidad cultural y etnolingüística del Perú. El componente racial y étnico ha ido variando a lo largo de la historia peruana. Así, en el censo de 1876, más de la mitad de la población era amerindia con un 57.9 %, es decir 1 562 910 personas. En el censo de 1940, los amerindios eran el 46 % de la población, es decir 2 856 000 personas, se observa un continuo retroceso en la proporción poblacional amerindia, dando lugar a que en la actualidad el país no cuente con un segmento poblacional de mayoría absoluta sino, a un conjunto de minorías raciales y étnicas.
Dado que a partir de 1940, no se consigna información sobre raza en los censos, la información actual se obtiene de fuentes internacionales, esta información consigna que los grupos étnicos presentes en el Perú lo constituyen los mestizos, amerindios, blancos y en menor medida negros y asiáticos.
La raza amerindia, también conocida como cobriza, es la raza nativa de América. Dentro de la raza amerindia existe algunos grupos que aún conserva sus tradiciones y sistema de organización ancestrales, a estos grupos se les conoce como indígenas o aborígenes. Otro grupo muy mayoritario ha adoptado las tradiciones y el sistema de organización occidental.
Desde la colonia se inicia un proceso migratorio de población blanca desde toda Europa, este proceso se acentúa durante los períodos de auge económico del Perú republicano. Con la llegada de los españoles a Perú, los hombres blancos tomaban de esposas a las nativas debido a la escasez de mujeres blancas al inicio de la colonia generando a los mestizos (Persona que tiene descendencia de raza blanca e indígena) muy notorio hasta el día de hoy y que representa la mayoría de la población peruana. 
También desde la colonia se inicia el ingreso de población negra desde África, el ingreso de población africana culmina con la colonia y la abolición de la esclavitud.
La población asiática inicia su ingreso durante la época republicana, principalmente chinos, llamados también coolíes, y japoneses, denominados nikkeis.
El ingreso masivo de población de distintas razas, dio origen al mestizaje, que se inició durante la colonia y continúa en la actualidad.
Algunas datos internacionales que publican cifras sobre composición étnica en el Perú son:
| Composición étnica el Perú       | Composición étnica el Perú       | Composición étnica el Perú       | Composición étnica el Perú       | Composición étnica el Perú       | Composición étnica el Perú       | Composición étnica el Perú       | Composición étnica el Perú       | Composición étnica el Perú       | Composición étnica el Perú       | Composición étnica el Perú       | Composición étnica el Perú       | Composición étnica el Perú       | Composición étnica el Perú       |
| Fuente: The World Factbook - CIA | Fuente: The World Factbook - CIA | Fuente: The World Factbook - CIA | Fuente: The World Factbook - CIA | Fuente: The World Factbook - CIA | Fuente: The World Factbook - CIA | Fuente: The World Factbook - CIA | Fuente: The World Factbook - CIA | Fuente: The World Factbook - CIA | Fuente: The World Factbook - CIA | Fuente: The World Factbook - CIA | Fuente: The World Factbook - CIA | Fuente: The World Factbook - CIA | Fuente: The World Factbook - CIA |
| Mestizos                         | Indígenas                        | Blancos                          | Negros japoneses chinos y otros  |                                  |                                  |                                  |                                  |                                  |                                  |                                  |                                  |                                  |                                  |
| 60,2 %                           | 25,8%                            | 5,9%                             | 8,1%                             |                                  |                                  |                                  |                                  |                                  |                                  |                                  |                                  |                                  |                                  |
| -------------------------------- | -------------------------------- | -------------------------------- | -------------------------------- | -------------------------------- | -------------------------------- | -------------------------------- | -------------------------------- | -------------------------------- | -------------------------------- | -------------------------------- | -------------------------------- | -------------------------------- | -------------------------------- |

Una investigación de 2014, indagó la composición genética de acuerdo a la auto percepción racial de los individuos estudiados. Los resultados se muestran en la siguiente tabla:
| Grupo étnico | Proporción de la muestra | Aporte africano | Aporte americano | Aporte europeo |
| ------------ | ------------------------ | --------------- | ---------------- | -------------- |
| Blanco       | 11,3%                    | 5%              | 48%              | 47%            |
| Indígena     | 1,6%                     | 1%              | 84%              | 14%            |
| Mestizo      | 87,1%                    | 5%              | 65%              | 30%            |

Por un lado, en cuanto a la población indígena o pueblos originarios que conservan organización, lengua y costumbres ancestrales, en el Perú alcanzan el 30 %, según un dato que fue publicado por la Comisión de la verdad y reconciliación nacional en su informe final en el año 2003. Estos datos son confirmados por instituciones internacionales como Unicef que dan un 13,89 % para la población indígena en base al criterio sociolingüístico y 30 % según estimación tradicional. Sin embargo en la actualidad el Ministerio de Cultura del Perú a través del INDEPA es el encargado de organizar y estudiar a los pueblos indígenas del Perú, esta organización en su publicación del mapa etnolingüístico del Perú-2010 sólo registra 4 101 591 indígenas. 
Mientras por otro lado según el Instituto Indigenista Interamericano, cifra en 38.39% a la población indígena peruana sobre la base de una verdadera realidad demográfica de la población, donde señala que en el último censo del 2007, sólo se cifró en 15,9 % a la población indígena tomando en cuenta el parámetro de lengua aprendida en la niñez como referente para cuantificar la población quechua y aimara. Es conocido que la lengua sola, es un criterio insuficiente para definir la pertenencia de una persona a un grupo étnico determinado, pues los indígenas migrantes a las ciudades suelen abandonar su lengua para evitar la discriminación en las ciudades. En consecuencia, los datos que se registran en el último censo del 2007 sobre indígenas del Perú según el Instituto Indigenista Interamericano pueden no reflejar la realidad cuantitativa de los pueblos indígenas del país. 
Al ser un país multiétnico y las diversas razas existententes en el país es muy difícil saber exactamente la composición de razas del país, así mismo suceden en países como Venezuela, Ecuador y Colombia.
La población afroperuana según el PNUD, alcanza el 7% de la población total, agrupando en afroperuanos a los negros, mulatos y zambos. El INDEPA a su vez reconoce 112 centros poblados peruanos donde se encuentra la población afroperuana más representativa demográficamente, estos se ubican en las provincias de Caravelí, Santa, Chincha, Pisco, Ica, Chiclayo, Callao, Cañete, Huaral, Lima, Morropón.

### La población mestiza

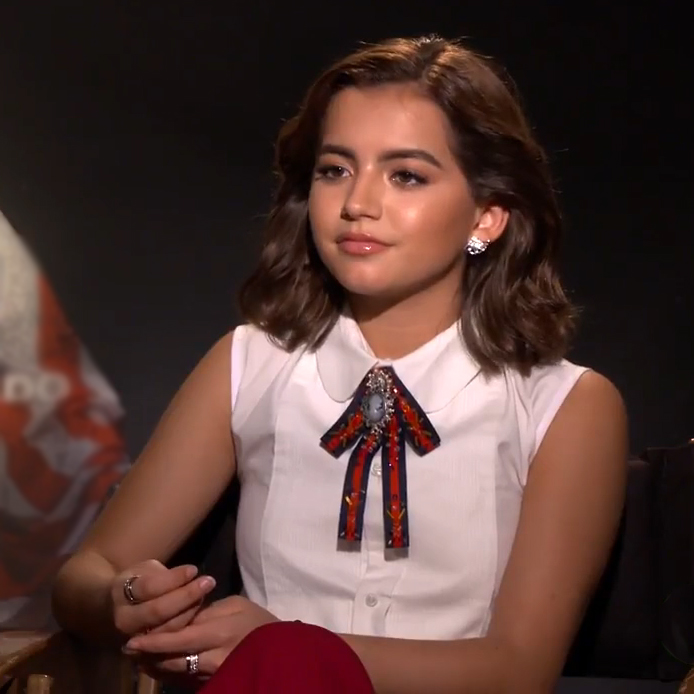
Isabela Moner, mitad peruana y estadounidense

En el Virreinato se denominaba mestizo al hijo de un padre o madre de raza blanca y una madre o padre de raza indígena. Luego de la independencia, el término se mantuvo, a veces con sentido discriminatorio o despectivo, para denominar a las personas o culturas que descienden de indígenas americanos y españoles. En este último sentido se ha dicho que prácticamente toda la población hispanoamericana es mestiza.
Los mestizos son mayormente de ascendencia española, portuguesa e italiana con quechua y aimara y se encuentran en todo el país pero en mayor medida en la costa, luego en la sierra y la selva, los mulatos y asiáticos se hallan en mayor medida a lo largo de toda la costa.
Los españoles no concibieron tanto su etnocentrismo en términos de raza, sino de religión ante el infiel y el pagano, o como dice Domínguez Ortiz: "el español no era racista en el aspecto biológico, pero sí lo fue, y cada vez más, en el cultural". Se fomentó la emigración de españoles casados que viajaran con sus esposas (especialmente a partir de 1553), incluso se llegó a la importación de mujeres esclavas blancas "moriscas", a pesar de todas estas medidas, que tienen motivaciones muy diversas, las mujeres españolas casaderas fueron escasas en los primeros años de la Colonia, especialmente aquellas con pureza de sangre y buenas costumbres, es decir que no fueran conversas, moriscas o prostitutas. Esta ausencia de españolas hizo inevitable las uniones por lo general fuera del matrimonio entre españoles e indias.Cuando el mestizaje comenzó a ser notorio, los criollos (descendientes de peninsulares nacidos en América) exigieron a las autoridades virreinales elaborar una serie de leyes y normativas sociales, religiosas y morales con el fin de cosificar al mestizo impidiéndole de paso el ascenso social y el poder aunque hubo algunas posibilidades de evitar estas imposiciones y lograr un ascenso. 
El mestizo sufre una degradación en su aceptación social a partir de la segunda mitad siglo XVI, debido a su aumento y al carácter diferente de las uniones de sus progenitores, ya que, como señala Domínguez Ortiz, en el siglo XVII el número de hijos ilegítimos en las ciudades virreinales llegaba al 50%, muchos eran mestizos. Rosenblat relaciona también el aumento de los mestizos con su creciente inadaptación social. 
El creciente número de mestizos no asimilados y por tanto desarraigados había comenzado ya a ser preocupante en la primera mitad del siglo XVI, en 1533 se despachó una Real Cédula que decía:
He sido informado que en toda esta tierra hay mucha cantidad de hijos de españoles que han habido de indias, los cuales andan perdidos entre los indios, e muchos dellos, por mal recaudo, se mueren y los sacrifican, de que Nuestro Señor sea deservido; e que para evitar lo susodicho y otros daños y malos reacaudos que de andar ansí perdidos podría recrescer, me fue suplicado mandase que fuesen recogidos en un lugar que para ello fuese señalado, a donde se curasen o fuesen mantenidos ellos y sus madres.
Sin embargo, todo esto terminaría de ser denegado con la emisión de las Leyes Nuevas en 1542, las cuales abolieron muchas facultades de la encomienda, brindándole más derechos de protección tanto a indígenas como a mestizos.
El término mestizo sufre paralelamente un desprestigio y en general es un grupo del que se desconfía. Al desprestigio del término mestizo se añade su ambigüedad al aumentar los grados de mestizaje con la llegada masiva de esclavos negros aumenta el número de términos para denominarlos, Manuel Alvar ha recogido 82 términos con unas 240 acepciones referidas al mestizaje. Al mismo tiempo, al perderse la identidad paterna resultaba difícil establecer quién era mestizo y quién no lo era. Muchas veces el serlo dependía más de la pública estimación que de factores biológicos, sucede así que los mestizos con un estatus socio-familiar relevante podían ascender en la sociedad y eran asimilados a los españoles y a los indios distinguidos. Por simple observación ocular era difícil distinguir a veces quién era indio, mestizo o mulato. Sobre esto hay abundantes ejemplos en la documentación colonial. Así los mulatos podían ser descritos como: mulatos blancos o claros, mulatos moriscos (mezcla de blanco-mulata blanca), prietos, canela, etc. Los mulatos podían eufemísticamente llamarse pardos, y los negros morenos. Esta ambigüedad tenía su lado bueno porque permitía también fácilmente adquirir una identidad étnica ante la ley, que podía corresponderse o no con el fenotipo del individuo. Se podía solicitar a las Audiencias certificados de pureza de sangre, en los que se consideraba que eran blancos los individuos que tenían 1/8 de sangre india o un 1/16 de sangre negra. Cómo establecían estos porcentajes es difícil de responder, pero en todo caso siempre y mediante una suma de dinero se dispensaba la calidad de pardo (mulato) o quinterón (grado de mulatez). También la ambigüedad del mestizaje se plasma en las sentencias emitidas por las Audiencias.
La situación de los criollos se agrava en el siglo XVII, cuando estos tenían que competir por los puestos burocráticos, eclesiásticos y docentes con peninsulares y mestizos. El mestizo es marginado con mayor facilidad que el peninsular porque carece de linaje. Por lo general, este tuvo que luchar para lograr un puesto en la sociedad, algo que muchas veces le llevó a la violencia, a la sumisión o al desarraigo. Esto unido a la diversidad creciente de los grados de mestizaje y la dificultad de establecer quién era mestizo y quién no lo era, llevó por último, en el siglo XVIII, a los elementos sociales dominantes a tipificar y hacer una nomenclatura de los diversos grados o castas del mestizaje.
Así prosiguió la historia del mestizaje del Perú a lo largo de sus casi 3 siglos de vida virreinal. Luego a este proceso se sumaron las diferentes guerras de independencia, las de Don José de San Martín, Simón Bolívar en donde hubo más de 30 mil soldados de ambos bandos, en donde los independentistas eran en su mayoría criollos, masones, británicos y en menor parte mestizos, mientras que del bando realista, los mestizos e indígenas eran mayoría absoluta a comparación de soldados peninsulares tanto en el Perú como de distintos países sudamericanos,[cita requerida].Estas guerras duraron más de 5 años, se produjo en gran proporción entre las inmediaciones de las sierras desde Cajamarca hasta Cusco, donde se produjo un intenso mestizaje entre los soldados y originarias de dichos lugares,[cita requerida] parte de los mestizos de dichas zonas son descendientes de esta mezcla, y en su gran mayoría lucharon del bando realista, ya sea en el Ejército Real del Perú o como guerrillas.
Parte de los mestizos también provienen de la mezcla de las entradas de europeos que se produjeron desde la época del virreinato, aunque no en cantidades importantes, las entradas coincidían sus mayores flujos con las etapas de auge tanto en la etapa republicana como en la contemporánea, especialmente portugueses, Italianos, españoles, en una proporción menor árabes, alemanes, ingleses, franceses, croatas, judíos y de Asia (principalmente, desde China y Japón). Estos grupos contribuyeron en parte al mestizaje actual de un segmento de la población. Durante las dos guerras mundiales, se volvieron a originar migraciones relativas desde Europa pero con menor fuerza que las del siglo XIX; así como pequeñas migraciones desde Medio Oriente y de otros países sudamericanos.

### La población indígena
Los pueblos originarios de América han sido conocidos con diferentes nombres a lo largo de la historia. Según Carlos Linneo, el padre de la taxonomía moderna, los nativos americanos se caracterizan por la piel rojiza, el pelo negro, liso y grueso, la nariz ancha, la escasa pilosidad. Actualmente represente el 13% de la población peruana, pero si contamos a los indomestizos este número subiría a casi el 70% del total nacional.
Según el historiador peruano Julio Villanueva, en las primeras etapas del virreinato en 1620 la población amerindia llegaba a los 600 mil habitantes (75% del total), luego en el censo de 1876 conformaban el 57.9%. La disminución proporcional de la población amerindia en Perú se dio por las mismas razones que se dio en los demás países hispanoamericanos (pandemias y guerras), y también por el mestizaje.
Mientras por otro lado según el Instituto Indigenista Interamericano cifra en 38.39% a la población indígena peruana sobre la base de una verdadera realidad demográfica de la población. Donde señala que en el último censo del 2007, sólo cifran en 15,9% a la población indígena tomando en cuenta el parámetro de lengua aprendida en la niñez como referente para cuantificar la población quechua y aimara. Es conocido que la lengua sola, es un criterio insuficiente para definir la pertenencia de una persona a un grupo étnico determinado, pues los indígenas migrantes a las ciudades suelen abandonar su lengua para evitar la discriminación en las ciudades. En consecuencia, los datos que se registran en el último censo del 2007 sobre indígenas del Perú, pueden no reflejar la realidad cuantitativa de los pueblos indígenas del país.
En el 'Atlas sociolingüístico de Pueblos Indígenas de América Latina' de la Unicef, se indica que el censo peruano de 2007 da un 13,89 % para la población indígena en base al criterio sociolingüístico y un 30 % según la estimación tradicional.
Los pueblos indígenas peruanos son estudiados y salvaguardados por el Instituto Nacional de los Pueblos Andinos, Amazónicos y Afroperuanos (INDEPA), actualmente las cifras oficiales peruanas sobre pueblos indígenas muestran carencia en la información y para el año 2010, el INDEPA reportó que se habían contabilizado en el Perú 4.101.591 indígenas en base al criterio 'etnolingüístico', manifestando que se carece de información censal sobre las etnias quechuas Ancash-Yaru, Ayacucho-Cusco, Cañaris-Cajamarca, Jauja-Huanca, Alamas, Inga y Yauyos. Utilizando también el criterio etnolingüístico, la Comisión de la Verdad y Reconciliación Nacional cifra la población indígena peruana, tomando como base la lengua materna, en 30% del total nacional.
Según el INDEPA, el Perú es el país con mayor diversidad de etnias, lenguas y familias lingüísticas de América. En el Perú perviven 77 etnias y 68 lenguas pertenecientes a 16 familias etnolingüísticas.

#### Grupos étnicos quechuas

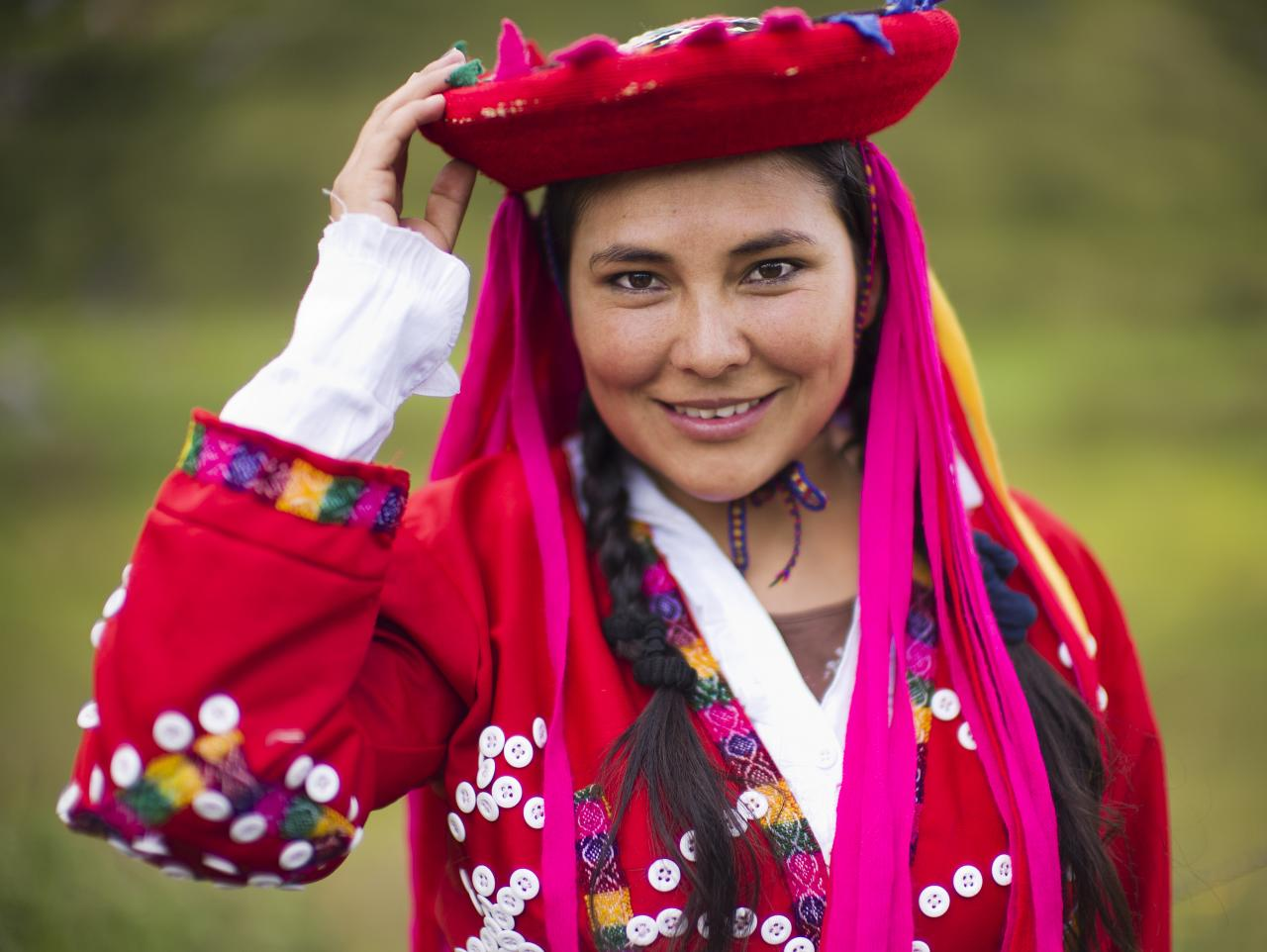
Muchacha quechua en traje típico del Cusco.

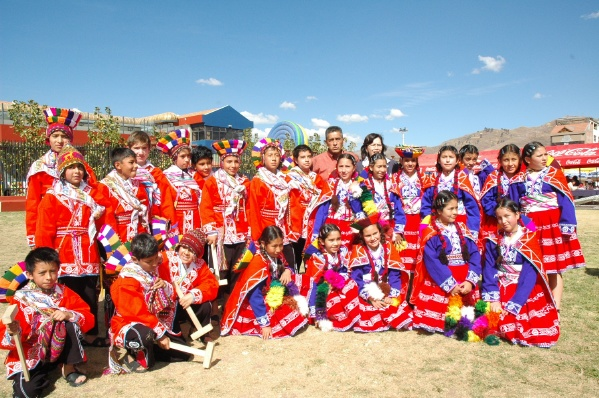
Niños de la provincia de Paruro en Cusco en traje típico cusqueño.

La gran mayoría del segmento amerindio en el Perú lo conforma la numerosa etnia quechua. En cuanto al idioma originario de los quechuas alcanzan 3,360,331 hablantes, la mayor cantidad de quechuahablantes se concentra en la región Cusco, en donde sobrepasan el medio millón; seguidamente la región Lima y la región Puno superan los 400 mil quechuahablantes, siguiéndoles las regiones de Ayacucho y Ancash, respectivamente en número de quechuablantes. Otras regiones que superan los 100 mil quechuablantes son Arequipa, Apurimac, Huancavelica y Junín.
Más allá del sentido lingüístico, también se denomina quechuas a varios grupos étnicos que adquirieron el idioma quechua posterior a la expansión inca. En el Perú destacan demográficamente los grupos étnicos Chancas y Huancas, claramente diferenciables por sus dialectos, tradición musical, danzas, ritos y atuendos distintos.
Los chancas fueron descritos por Garcilaso de la Vega como Antahuaylla o Atahualla, castellanizado como "Andaguailas" y posteriormente "Andahuaylas" que significa "prado cobrizo"; originalmente hablaban el aru o aimara y fueron reducidos en población hasta casi la extinción durante las guerras con los Incas. Actualmente se distribuyen en los departamentos de Apurimac y Ayacucho, con fuerte mestizaje europeo (español) en las ciudades de Huamanga, Huanta, Vilcashuamán, La Mar, Andahuaylas y Abancay.
Los huancas, se distribuyen mayoritariamente en el valle del Mantaro, con fuerte presencia en la región Junín. Sus pobadores hablan una lengua quechua denominada "quechua huanca" con tres dialectos conocidos como Waylla Wanka (en las provincias de Huancayo y Chupaca), Waycha Wanka (en la provincia de Concepción), Shawsha Wanka (en la provincia de Jauja). Musicalmente dieron evolución al Huaylarsh y las mulizas, característicos de la sierra central del Perú y conocidos popularmente como música huanca.
También destacan al sur, los quechuas collas, habitantes del centro, norte y parte del sur de la meseta del Collao, al sur del nudo de Vilcanota. Se ubican en las provincias de San Román, Melgar, Sandia, Putina, Huancané, Azángaro, Lampa, Carabaya, y los distritos al centro y norte de la provincia de Puno, incluido el distrito insular de Amantaní. Estos grupos quechuas viven en constante intercambio cultural con las etnias aimaras, entremezclando tradiciones, y encontrándose en esta zona algunos hablantes trilingües (castellano-quechua-aimara) en las zonas de mayor fricción cultural entre ambas etnias. Entre los grupos étnicos quechuas de la región del Collao destaca la comunidad nativa de Taquile, por ser poseedora de una tradición textil única en el mundo, que en el año 2005 le valió ser proclamada Obra maestra del patrimonio oral e intangible de la humanidad. (de todos los artes textiles en el mundo, sólo el arte textil de la etnia Li en China tiene tal distinción). La comunidad quechua de la isla de Taquile en el lago Titicaca vivió relativamente aislada razón por la cual la toma de decisiones colectiva y la vida comunitaria son aún muy fuertes.
Asimismo existen minorías del quechua norteño (Quichua) dispersos en el norte del Perú, estos son descendientes de los Chachapoyas en la selva de montaña autodenominándose quechuas lamistas o Llacuash. Entre otras etnias quechuas también se reconocen a los Quichuas, Ingas, Alamas, Yauyos, Cajamarca-Cañari, entre otros.

#### Grupos étnicos aimaras

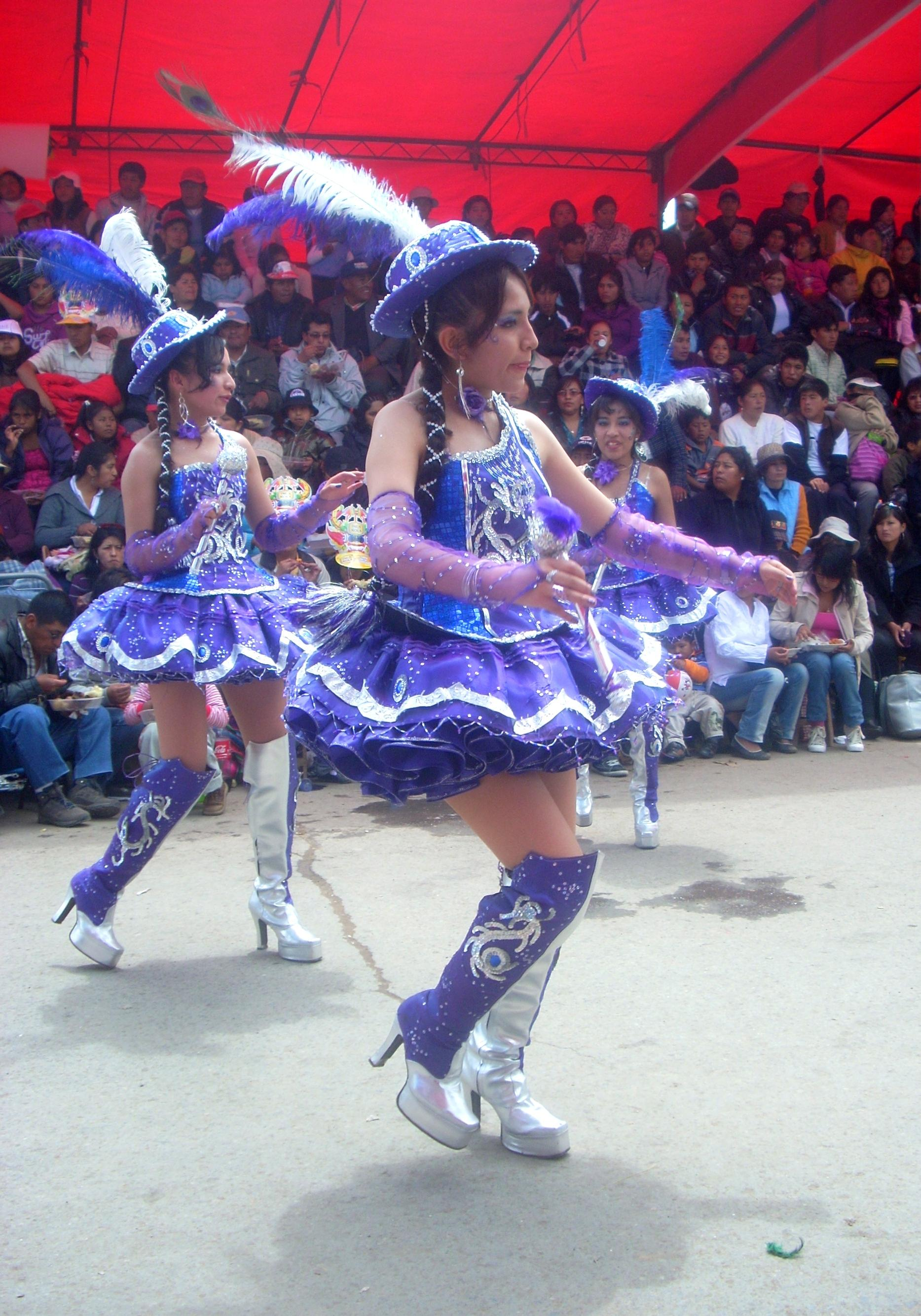
Muchachas danzantes de "La Morenada" en Puno.

Una parte del segmento amerindio son los aimaras. En cuanto al idioma aimara el último censo realizado el 2007 en el Perú, dio como resultado una población de 443 248 aimara-hablantes.
Los datos censales confirman al aimara como la segunda lengua amerindia más difundida en el Perú. La región Puno concentra la mayor cantidad de aimarahablantes, superando los 300 mil; seguidamente la región Tacna supera por poco los 45 mil aimara-hablantes; y finalmente las regiones de Moquegua, Lima y Arequipa concentran poblaciones importantes de hablantes de esta lengua.
A los aimaras generalmente se les agrupa en un solo grupo etnolingüístico, pero se pueden reconocer varios grupos entre los que destacan los Lupacas, Urus y Pacajes.
En el caso de la etnia Uru o Uro, hablaban la lengua uruquilla que se considera extinta en Perú. Habitaron gran parte del sur de Perú, norte de Chile y el occidente de Bolivia, y su origen étnico se remontaría a épocas anteriores a los incas.
Desde 2009, el proyecto de "Salvaguardia del patrimonio cultural inmaterial de las comunidades aimaras de Bolivia, Perú y Chile", forman parte de la Lista representativa del patrimonio cultural inmaterial de la humanidad de la UNESCO.
Dentro de las etnias aimaras en el Perú, también se incluyen a dos etnias aisladas geográficamente de las demás etnias aimaras que por tradición habitan los alrededores de la meseta del Collao. Estas etnias son los jacarus y los Kawkis que habitan las sierras del distrito de Tupe, Provincia de Yauyos, en la región Lima. Las lenguas de estas etnias fueron estudiadas por primera vez en 1959 por Martha Hardmann, catalogándolas en la familia aru o aimara.
En el caso del Jaqaru, se calcula su población en 2300 habitantes, y actualmente se hacen grandes esfuerzos por salvar a esta lengua de la extinción. Las tradiciones textiles, musicales y orales de esta etnia son únicas y sólo se la puede encontrar en un reducido espacio geográfico de la Región Lima.
Los kawki o cauqui, en cambio, se distribuyen en una zona tan reducida como unos cuantos poblados en la provincia de Yauyos, (Cachuy, Chavín y Canchán). Con una lengua al borde de la extinción. Fue Martha Hardmann quien relacionó a la lengua de los kawki como una de las lenguas vivas de la familia jaquí en la que se incluye al aimara.

#### Grupos étnicos arawaks

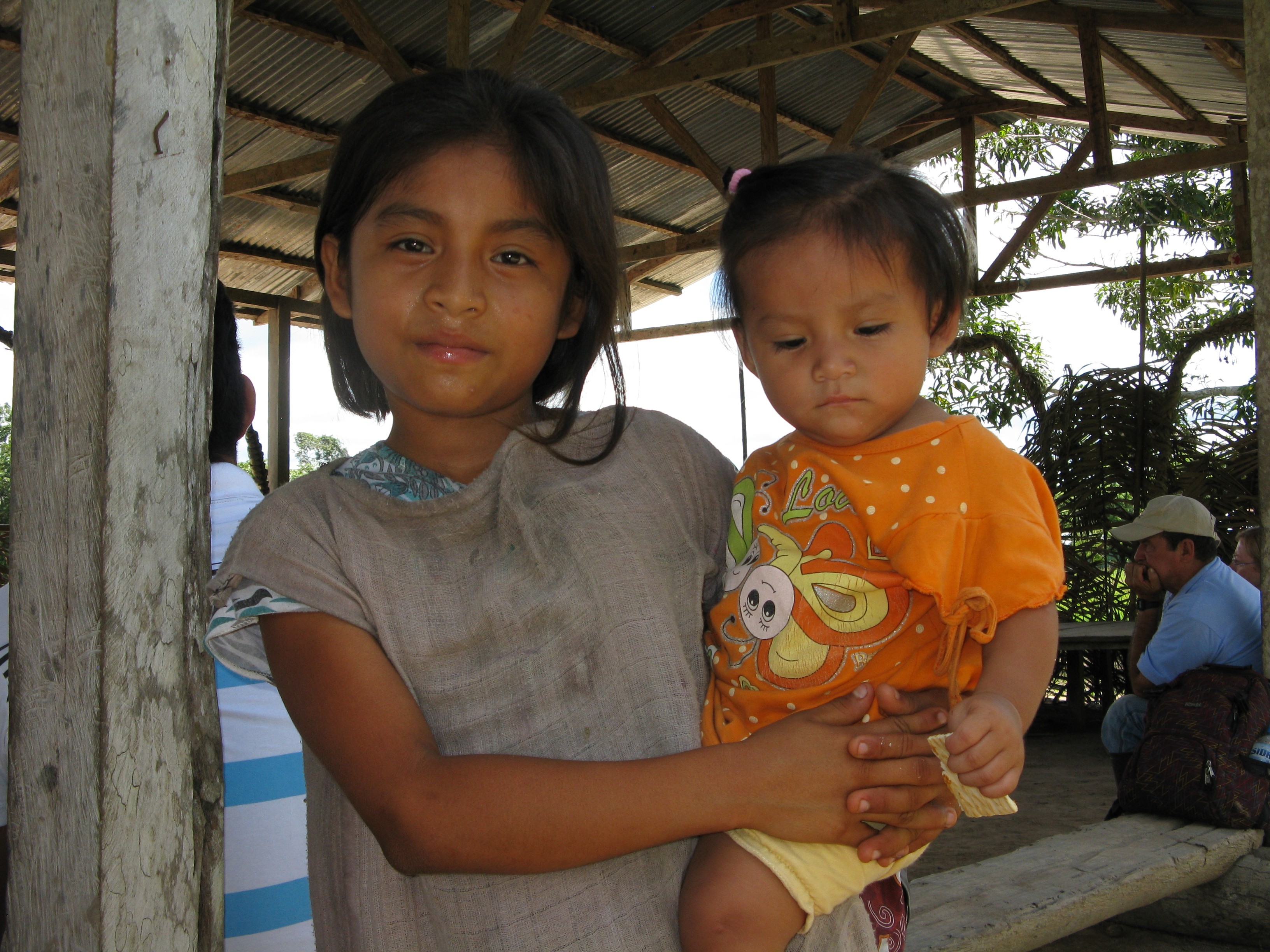
Niños ashaninka.

Los pueblos arawaks o Arahuacos fueron habitantes de las Antillas que iniciaron una migración hacia Sudamérica y que en la actualidad perviven en la amazonía y el chaco. En Perú son varias las etnias que conservan lenguas de la familia arawak, entre las que destacan: los Ashaninkas que son el tercer grupo amerindio en el Perú, el censo poblacional del 2007, dio como resultado una población de 67 724 hablantes de la lengua asháninka asentados en la selva central del Perú. Se distribuyen también en territorio brasilero. Los asháninkas fueron conocidos en el pasado como Antis (en tiempo de los Incas) o Campas (en tiempos de la república). Actualmente ocupan las cuencas de los ríos Apurímac, Ene, Tambo y Pichis. También suele incluirse en esta etnia a los autodenominados ashenincas que habitan las regiones del Alto Perené, Alto Ucayali y Gran Pajonal.
Otro grupo étnico arawak importante demográficamente lo conforman los Matsiguenga o Machiguenga con 13,000 habitantes. La mayor parte se distribuye en la cuenca del río Urubamba, en la selva alta del Cusco, aunque también existe un número menor distribuido en la cuenca del río Manu en Madre de Dios. Viven aislados en comunidades nativas dedicándose a la caza, la pesca, la recolección de frutales y la agricultura.
Destacan también, dentro de las etnias de origen arawak, los Yaneshas o Amueshas, que suman unos 7000 habitantes. Ellos viven en 48 comunidades nativas repartidas en la selva central, un grupo de ellos mantiene contacto con los inmigrantes austro-alemanes afincados en Oxapampa y Villa Rica.
Son minoritarias en el Perú otras etnias arawaks como son: Caquinte, Chamicuro, Piro, Iñapari, Nanti, Nomatsiguenga y Mashco.

#### Otras etnias indígenas

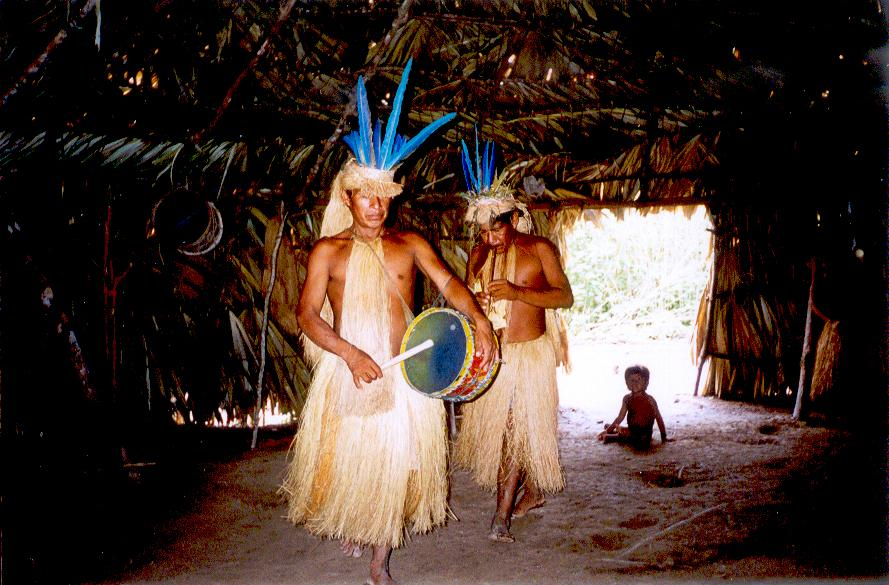
Exhibición para turistas de pobladores yagua.

Otro grupo étnico importante en la amazonia son los Aguaruna que suman 45,000 habitantes en el Perú, habitan en la amazonía fronteriza con Ecuador. En Perú se distribuyen mayoritariamente en la cuenca del río Cenepa, aunque por su carácter migrante y en algunos casos nómada, también se les encuentra en la región del río Alto Mayo. Esta etnia está ligada lingüísticamente con el grupo étnico Jíbaro y en Ecuador se autodenominan Shuar. Dentro del grupo de etnias Jíbaras también están incluidas las etnias Huambisas y Achuar.
En Perú destaca también el pueblo Zápara ubicado en pleno corazón de la amazonía, del cual el Patrimonio oral y manifestaciones culturales del pueblo zápara fue proclamado en el 2001 como Obra maestra del patrimonio oral e intangible de la Humanidad. Su población no sobrepasa los 200 individuos en Perú de los cuales sólo 5 hablan la lengua zápara. Dentro de su unidad étnica guardan un gran conocimiento del entorno natural en el que habitan, que se refleja en el gran número de términos sobre la flora, fauna y plantas medicinales de la amazonía. También forman parte de su patrimonio cultural los mitos, ritos y prácticas artísticas únicas en la región Amazónica peruana. Forman parte de la familia étnica zaparoana los Iquitos, Cahuarano, Arabela y Andoa, todos en la región Loreto.
En la costa norte del Perú, existe también la comunidad de los Walingos, quienes son reconocidos como comunidad nativa por el INDEPA. Ellos habitan en la zona reservada de los Manglares de Tumbes, y aunque hablan el castellano se consideran descendientes de los antiguos tallanes.
Existen también en la amazonía peruana, otras tantas etnias minoritarias distribuidas en las selvas casi impenetrables.

#### Población indígena por departamento
Un informe de la Comisión Económica para América Latina y el Caribe, con base en el censo de 2007, estima que el 47,2% de la población de la Sierra, el 11,2% de la Costa y el 10,7% de la Selva, pertenecen a una etnia indígena.
La distribución de los indígenas a nivel departamental sería la siguiente:
| Departamento  | Población indígena (2007) | % de la población departamental | % de la población indígena nacional |
| ------------- | ------------------------- | ------------------------------- | ----------------------------------- |
| Amazonas      | 59 568                    | 16,0                            | 0,9                                 |
| Áncash        | 428 959                   | 40,9                            | 6,6                                 |
| Apurímac      | 344 607                   | 86,2                            | 5,3                                 |
| Arequipa      | 363 483                   | 32,1                            | 5,6                                 |
| Ayacucho      | 489 662                   | 81,1                            | 7,5                                 |
| Cajamarca     | 11 004                    | 0,8                             | 0,2                                 |
| Callao        | 101 495                   | 11,7                            | 1,6                                 |
| Cuzco         | 830 274                   | 72,4                            | 12,8                                |
| Huancavelica  | 359 884                   | 80,3                            | 5,5                                 |
| Huánuco       | 321 058                   | 42,6                            | 4,9                                 |
| Ica           | 72 497                    | 10,4                            | 1,1                                 |
| Junín         | 299 546                   | 24,8                            | 4,6                                 |
| La Libertad   | 9 020                     | 0,1                             | 0,6                                 |
| Lambayeque    | 32 757                    | 3,0                             | 0,5                                 |
| Lima          | 1 293 432                 | 15,5                            | 19,9                                |
| Loreto        | 80 328                    | 9,2                             | 1,2                                 |
| Madre de Dios | 36 316                    | 35,4                            | 0,6                                 |
| Moquegua      | 53 222                    | 34,0                            | 0,8                                 |
| Pasco         | 52 488                    | 19,3                            | 0,8                                 |
| Piura         | 6 219                     | 0,4                             | 0,1                                 |
| Puno          | 1 046 521                 | 83,7                            | 16,1                                |
| San Martín    | 21 992                    | 3,1                             | 0,3                                 |
| Tacna         | 105 955                   | 37,3                            | 1,6                                 |
| Tumbes        | 739                       | 0,4                             | 0,0                                 |
| Ucayali       | 68 083                    | 16,1                            | 1,0                                 |
| Perú          | 6 489 109                 | 24,0                            | 100,0                               |

### La población blanca

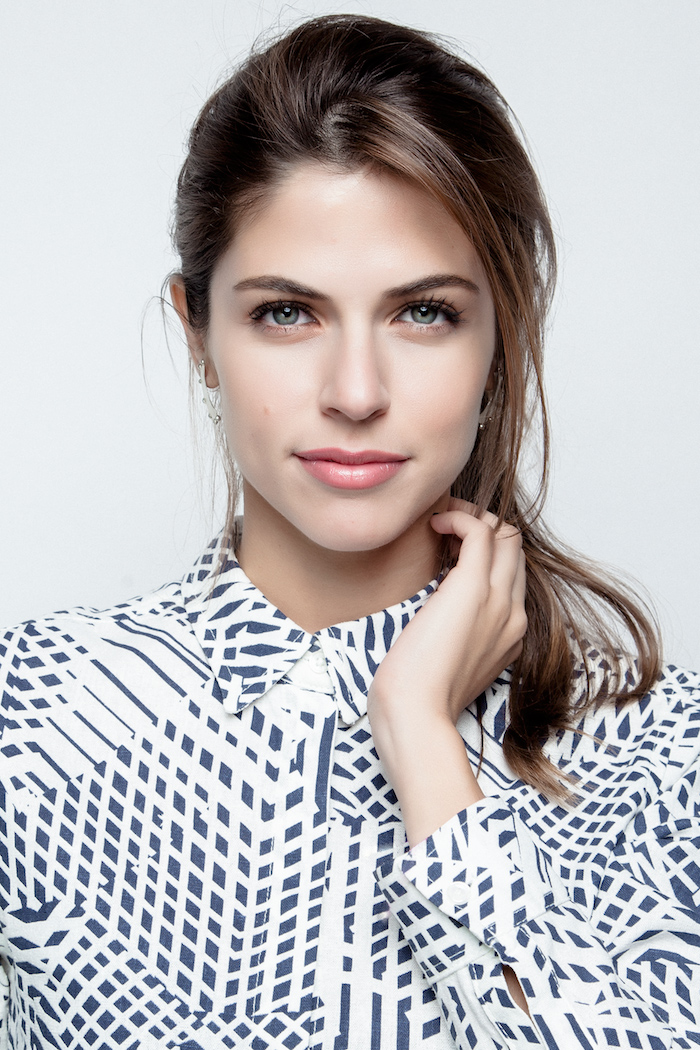
La actriz, cantante y modelo Stephanie Cayo Sanguineti de ascendencia hispano-italiana.

Según estadísticas internacionales independientes este segmento conforma una importante minoría de la población peruana, principalmente de origen español e italiano, aunque cabe señalar que en el Perú no se registra desde 1940 un censo de etnias o razas, por lo que las fuentes son mayormente internacionales.
La base para la formación de este grupo étnico fue la inmigración española en el virreinato, según el censo de 1791 se contabilizaron alrededor 136.000 españoles y criollos que representaban el 12,63% de total de aquella época, a la que se suma luego la posterior inmigración de europeos no hispanos.
En la actualidad la población blanca en el Perú es descendiente principalmente de españoles, portugueses e italianos, en menor medida mezclados con nativos autóctonos del Perú y con descendientes de otros inmigrantes de origen europeo que llegaron al Perú después del virreinato hasta la actualidad.
La población blanca (caucásica) del Perú se encuentra distribuido en todo el país pero con regular presencia en la ciudad de Lima que es mayoría mestiza, la costa central y norte, sierra norte, selva central algún lugar y en las ciudades más importantes del Perú donde son una minoría [cita requerida] aunque son una minoría en el Perú es en donde se concentra en mayor medida el poder político y económico.

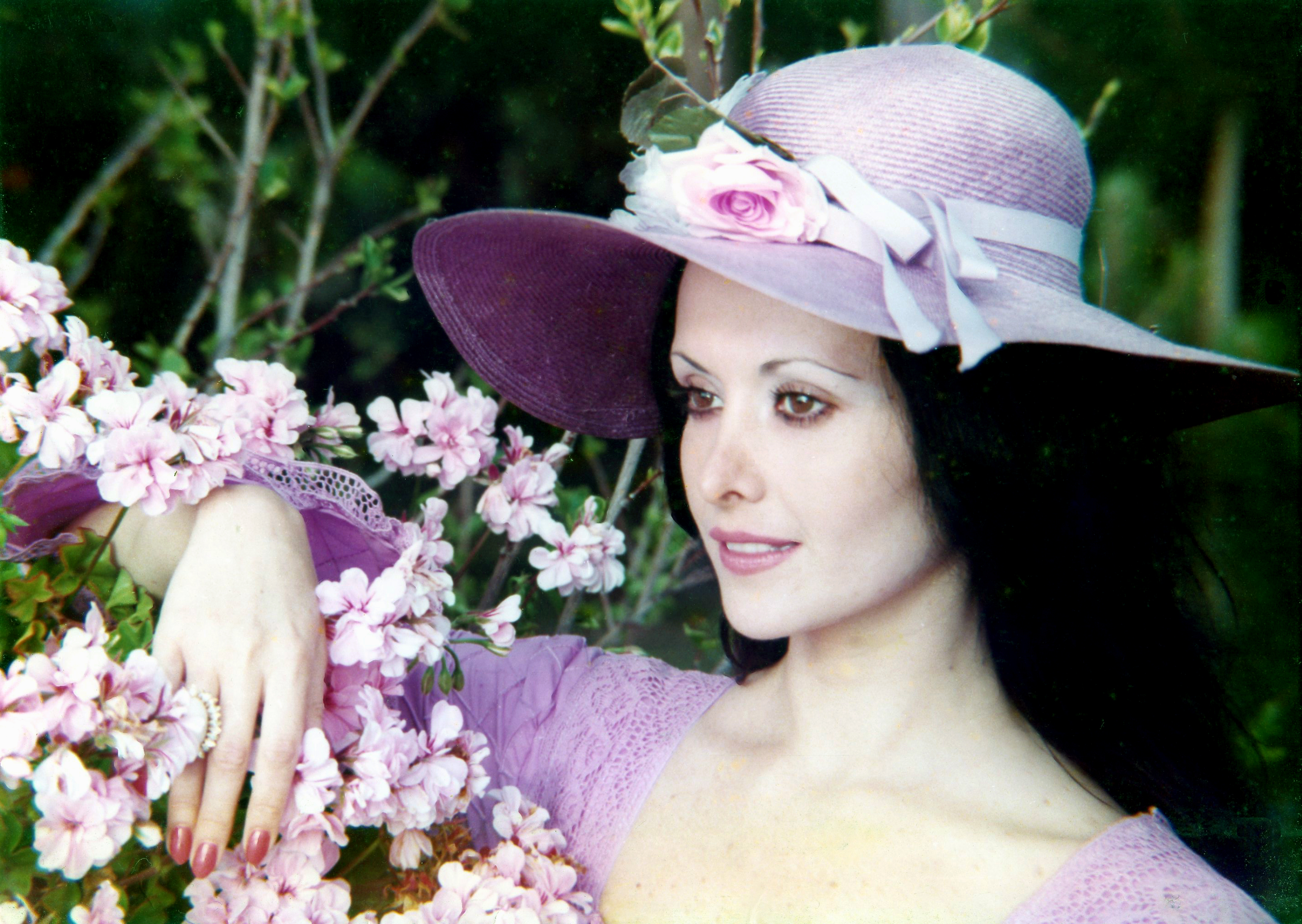
Madeline Hartog-Bel Houghton reina de belleza peruana, ganadora del Miss Mundo 1967

Las principales colectividades provienen de: Italia en mayor proporción del norte italiano, asentados a lo largo y ancho del territorio nacional. De Alemania y Austria, descendientes de la migración a la zona de Pozuzo y Oxapampa. Son importantes también los descendientes de inmigrantes provenientes de Portugal, Francia, Reino Unido y Croacia. Representando entre el 5 y 6% del total de la población peruana.

#### La inmigración europea en el Perú
Según Giovanni Bonfiglio los peruanos que tienen algún directo antepasado de la migración de los siglos XIX y XX principalmente europea y en menor medida del continente americano podrían representar alrededor del 7 % del total nacional, este segmento se halla en todo el país, regularmente en Lima y algunos principales centros urbanos del país donde son minoría. No se tiene cifras exactas sobre el número de entradas de españoles durante el virreinato, se podría calcular en alrededor de 250 mil personas sin contar las entradas graduales de moros cristianizados, griegos, italianos, portugueses y algunos croatas, en esa época aunque en menor medida. Durante los XIX y XX se calcula que ingresaron cerca de 150 mil europeos al país, asimismo una considerable entrada de chinos y japoneses sin embargo parte de ellos retornaron a su país. Los africanos ingresaron durante los primeros años de la colonia, debido a su condición esclavizante buena parte perecieron. Por otro lado en los siglos XIX y XX ingresaron alrededor de 100 mil personas provenientes del continente americano. Del total de las migraciones se calcula que poco más del 70% se asentaron definitivamente en territorio nacional, promedio igual que la media sudamericana que cifran en 60%.

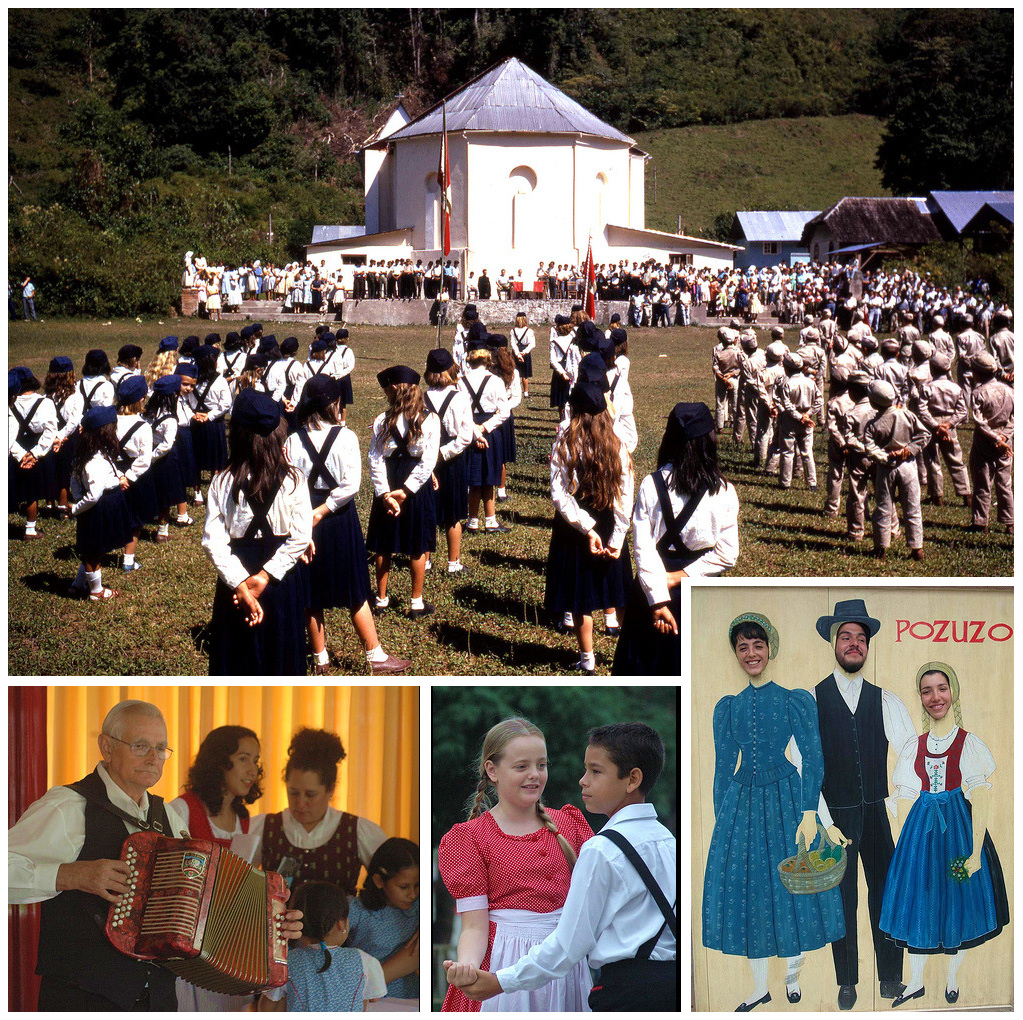
Pozuzo es una población conformada por descendientes austriacos (tiroleses), alemanes (renanos y bávaros).

Los peruanos que tienen algún directo antepasado europeo no hispano dado de las migraciones ocurridas desde la época del virreinato hasta hoy en día principalmente de origen italiano, portugués, francés, alemán, británico, croata, turco, polaco, y otros grupos menores podría estimarse quizá en alrededor 1,7 millones de personas, es decir aproximadamente un 8% del total nacional [cita requerida], más allá si una parte de este grupo ya sean mestizos culturalmente o racialmente. Los descendientes de italianos y portugueses no se hallan en todo el país, parte otros grupos se encuentran en otros lugares. Mientras que en Lima y principales centros urbanos del país se hallan en mayor medida los descendientes de todo este segmento en general, por ser la ciudad capital y no ser un país descentralizadado.  
Si bien no existió una política de estado para fomentar la migración europea al país (como en los países del sur ejemplo Brasil y Argentina), en el Perú se encuentran diversas colectividades de ascendencia de diversos países europeos, debido principalmente a que se trató de una migración espontánea, por lazos familiares, vecinales y de amistad, ocurrido desde mediados del virreinato del Perú, venían fundamentalmente como prestadores de servicios, profesionales, comerciantes, inversores, los anhelos de ser propietarios de sus propias tierras y negocios, etc, -gran parte del comercio minorista el cual no la ocupaba un segmento fue iniciada y mejorada por los migrantes europeos principalmente los italianos-, al próspero virreinato, luego a las épocas de auge económico en la etapa republicana como hasta en nuestros días. Parte de las migraciones se iniciaron aún desde la colonia, es por ello que se encuentran algunos descendientes de determinadas familias. 

### La población afroperuana

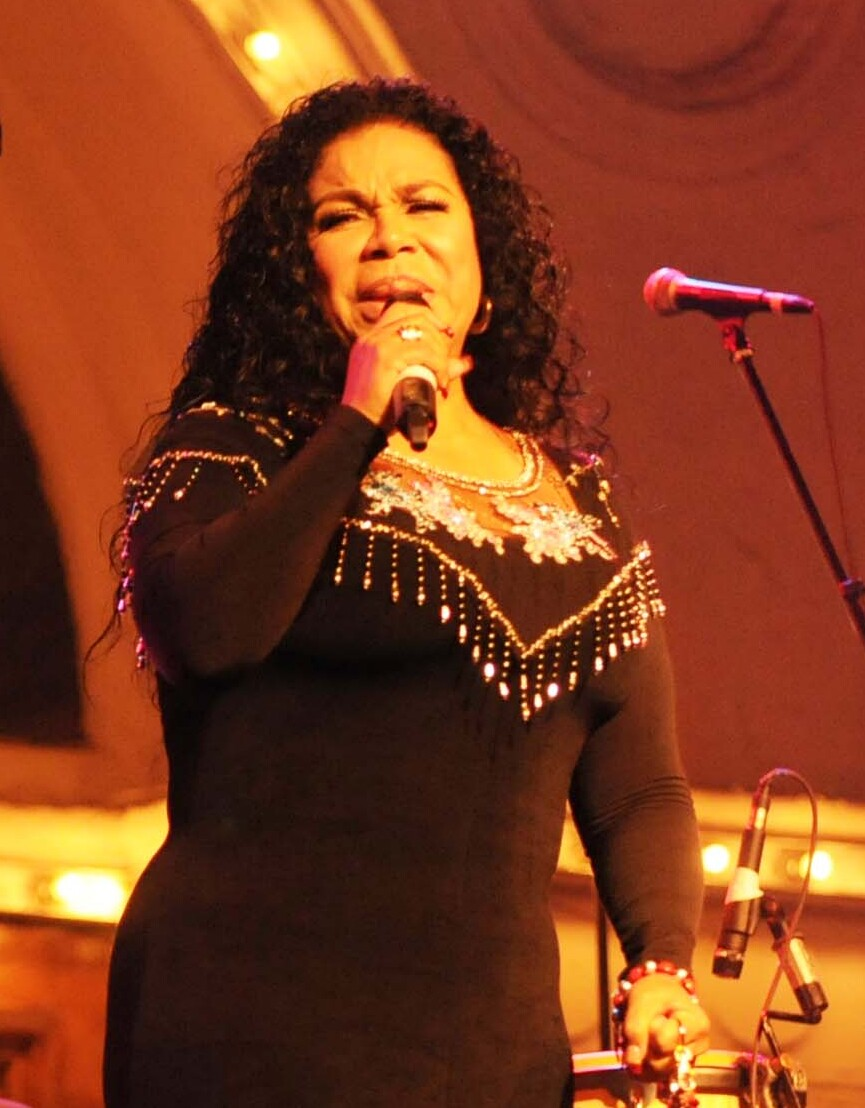
La cantante Eva Ayllón, afrodescendiente peruana.

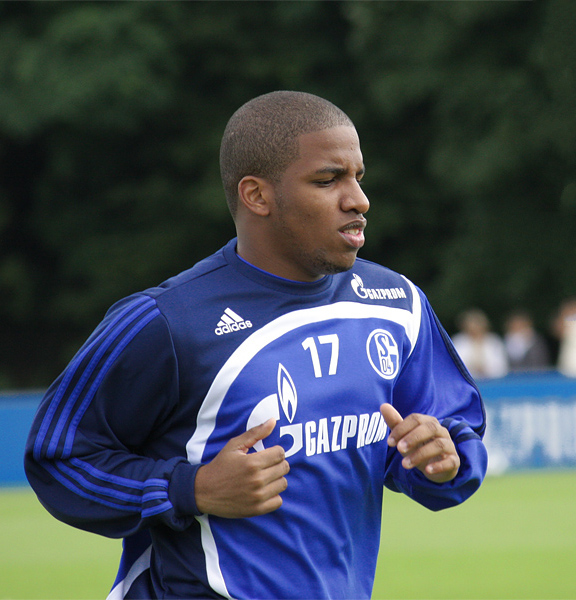
Jefferson Farfán, futbolista que jugó en el Lokomotiv Moscú.

Afroperuano es un término que designa a la cultura de los descendientes de las diversas etnias africanas subsaharianas que llegaron al Perú durante la Colonia, logrando una uniformidad cultural. La población afroperuana se halla principalmente en dos sectores: en la costa surcentral (especialmente en Lima, Callao, y en las provincias de Cañete, Chincha, Pisco, y Nazca); y en la costa norte (entre Lambayeque y Piura). En Piura se encuentra Yapatera, la ciudad con el mayor porcentaje de población afroperuana del país.La población afroperuana representa entre el 3% y el 10% del total nacional.
El término Afroperuano está más relacionado con la cultura desarrollada por los actuales descendientes de los negros coloniales, ya que las poblaciones africanas que arribaron al Perú durante la Colonia experimentaron a través de los siglos un profundo mestizaje con la población criolla y nativa. Se estima que el total de la población de origen afroperuano está alrededor del 5% del total nacional, la mayoría se encuentra mestizada, es decir, conformada por zambos, morenos.
En el año 2010, el Instituto Nacional de los Pueblos Andinos, Amazónicos y Afroperuanos (INDEPA), contempló 112 poblados afroperuanos en las regiones Arequipa, Ancash, Ica, Lambayeque, Lima, Piura y Tacna.
Los primeros afroperuanos llegaron con los conquistadores, lucharon junto a ellos como soldados y trabajaron donde fuera necesario. Debido a su aculturación anterior en lengua y cultura españolas, realizaron una variedad de funciones técnicas y de mano de obra que contribuyeron directamente a la colonización peruana.
Gradualmente, los afroperuanos vinieron a ser concentrados en los campos especializados que se basaban en sus conocimientos y práctica extensos en trabajo artesanal y en agricultura. Cuando la población mestiza creció, el papel de los afroperuanos como intermediarios entre los indígenas residentes y los españoles disminuyó. La población de mestizos aumentó las relaciones entre los peruanos indígenas y españoles. De esta realidad, una jerarquía racial, o evolutocracia, llegó a ser cada vez más importante para proteger el privilegio de los soberanos españoles y de sus hijos españoles y mestizos.
Dentro de la tradición cultural que identifica a los afroperuanos, destacan la tradición musical que derivó en una gran variedad de ritmos que a lo largo de la historia fueron evolucionando incorporando elementos occidentales y dando lugar ritmos locales tan variados como el landó, el festejo, la zamacueca, la cumanana entre otros.
Este segmento, también, influyó en la evolución de la amplia gastronomía peruana, especialmente, en la gastronomía la costa central y norte del país.

### La población asiática

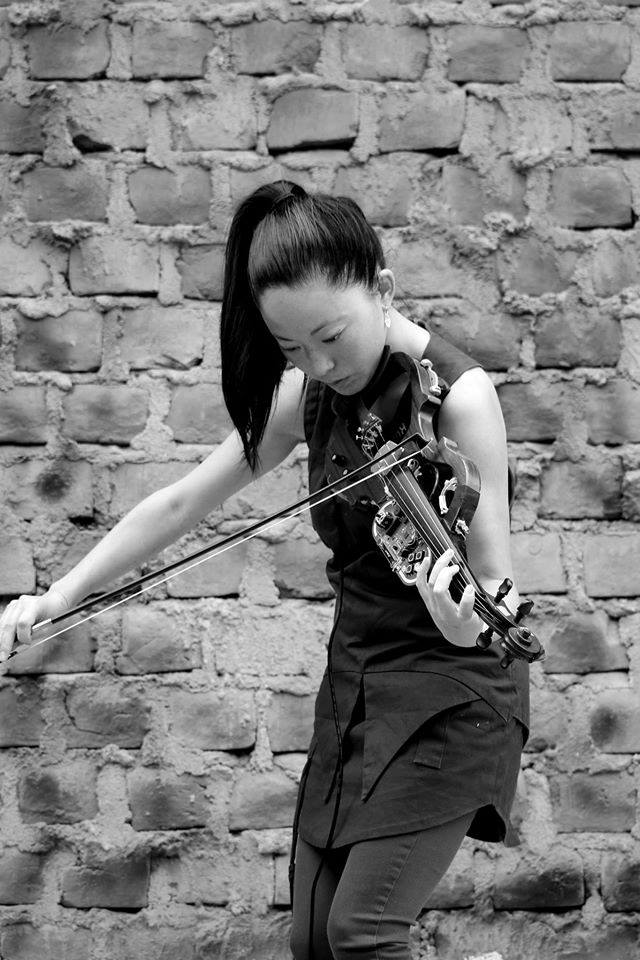
La violinista Pauchi Sasaki en Lima, 2018

La inmigración asiática al Perú proviene del área asiático oriental (China, Japón, Corea), como del oriente medio (Líbano, Palestina, Siria e Israel 'diáspora judía') seguida en menor medida de todo el continente asiático.
En cuanto a la inmigración asiático oriental, el mayor flujo fue el originado de China, se estima ingresaron alrededor de 100 mil chinos entre los años 1849 a 1874, en esta época es donde se produjo el mayor ingreso de chinos, en las últimas décadas el ingreso de chinos fue mucho menor, se dedicaron a diversas actividades, desde las haciendas hasta las islas guaneras, la gran mayoría de sus descendientes se hallan mestificados, de acuerdo al criterio de Giovanni Bonfiglio los descendientes totales de chino de estas dos épocas de migración serían entre 500 mil a 700 mil personas, es decir un 2% del total nacional, la embajada de China en el Perú indica que los descendientes de chino estarían en no más del 5% del total nacional, se encuentran principalmente en la costa central y el 'norte chico' del Perú. Luego el de origen japonés en 18 mil personas, iniciado desde 1900 para adelante, sus descendientes oscilan en 50 mil personas, en mayor medida habitan en la costa central y en algunas poblaciones de la selva como en Puerto Maldonado. Finalmente la comunidad coreana en 2,000 personas asentados en mayor medida en Lima su proceso de migración se inicia en la década de 1990. De acuerdo al censo de 1940 la población mayoritariamente asiático oriental esta entre el 3 y 10% del total nacional.
La historia de la llegada de los musulmanes al Perú se suscribe con la llegada de los barcos españoles al Perú, desembarcaron también muchos musulmanes supuestamente conversos, a pesar de que estuvieran prohibidos, los musulmanes llegados al Perú legaron mucho de su arte. Por ejemplo, hasta ahora se pueden observar en la ciudad de Lima (e iniciadas en la Lima colonial) construcciones con diseños mudéjares, tales como las casonas de dos plantas, organizadas como habitaciones en cuadrángulo y abiertas hacia un patio interior cuadrado al que se llega a través de un zaguán acoderado, denotando claramente su origen andaluz. En cuanto a comida, los mazapanes, turrones, alfeñiques y mazamorras (derivado de masa mora), entre otros. Y en música, la Zarabanda y las Zambras. No cabe olvidar el origen de muchos apellidos, si bien es difícil de cuantificar, se podría afirmar que un 5% de la población peruana tiene también parte de sangre árabe, más allá si la casi totalidad de ellos sean mestizos étnica y culturalmente, pues muchos de los primeros árabes cambiaron sus apellidos por españoles porque en esa época estaba prohibido el ingreso de migrantes no cristianos, según algunas investigaciones el número aproximado de árabes que ingresaron al Perú desde mediados del siglo XIX sería de alrededor de 10 000 personas.
En cuanto a las últimas migraciones árabes dadas en el siglo XIX y XX, las colectividades de origen en Oriente Medio: en gran medida libaneses, luego, sirios, palestinos, y, en muy menor cuantía, los descendientes de marroquíes, indios y pakistaníes. Es importante también la inmigración hebrea.

## Inmigración en el Perú
La inmigración en Perú es una actividad que se ha producido desde las épocas de los primeros inmigrantes 10 mil años a. C. aproximadamente, fue una épica acción de descubrimiento y conquista, todo indica que el producido a Perú fue por la ruta del Estrecho de Bering, es decir fundamentado en la Teoría Genética, con origen en las estepas entre Mongolia y Kazajistán, esto por el similar fenotipo de los habitantes originarios peruanos con las poblaciones originarias de Norteamérica y de la mezcla de estas dos regiones del Asia, sin embargo esta primera inmigración a Perú fue mucho más reciente que el producido al sur del subcontinente sudamericano que todo indica se originaron en la región melanésica. Luego inmigraciones de la época del Virreinato, con españoles y africanos, a lo largo de su época republicana y hasta nuestros días, con los movimientos migratorios más importantes de Italia, Reino Unido y Asia (principalmente desde China, luego Japón) y, en menor medida de alemanes, franceses, portugueses, croatas, árabes y judíos.
En Perú se encuentran diversas colectividades de ascendencia de diversos países europeos, debido principalmente a que se trató de una migración por lazos familiares, vecinales y de amistad, ocurrido desde mediados del virreinato del Perú, venían fundamentalmente como prestadores de servicios, profesionales, comerciantes, inversores, etc. al próspero virreinato, luego a las épocas de auge económico en la etapa republicana como hasta en nuestros días, es por ello que se encuentran descendientes muy numerosos de determinadas familias especialmente italianas, portuguesas, entre otros.
Los europeos arribados a Perú a pesar de ser pocos fueron tomando posiciones importantes en la vida económica peruana aunque sin llegar a penetrar en las élites. Hubo miembros de la burguesía europea que llegaron como empleados de las grandes casas comerciales de Europa, si bien algunos estuvieron de paso, otros tantos formaron familias con mujeres peruanas radicando definitivamente en el Perú.
Según Giovanni Bonfiglio los peruanos que tienen algún directo antepasado de la migración de los siglos XIX y XX principalmente europea y en menor medida del continente americano podrían representar alrededor del 7 % del total nacional, este segmento se halla en todo el país, mayormente en Lima y principales centros urbanos del país. No se tiene cifras exactas sobre el número de entradas de españoles durante el virreinato, se podría calcular en alrededor de 250 mil personas sin contar las entradas graduales de moros cristianizados, italianos, portugueses y algunos croatas, en esa época aunque en menor medida. Durante los siglos XIX y XX se calcula que ingresaron cerca de 150 mil europeos al país, asimismo una considerable entrada de chinos y japoneses sin embargo buena parte de ellos retornaron a su país. Los africanos ingresaron durante los primeros años de la colonia, debido a su condición esclavizante buena parte perecieron. Por otro lado en los siglos XIX y XX ingresaron alrededor de 100 mil personas provenientes del continente americano. Del total de las migraciones se calcula que poco más del 90 % se asentaron definitivamente en territorio nacional, promedio mayor que la media sudamericana que cifran en 60 %. A su vez, los peruanos que tienen algún directo antepasado europeo no hispano en general podrían representar alrededor del 5 % del total nacional, es decir alrededor de 1,5 millones de personas, este segmento se halla en todo el país, mayormente en Lima y principales centros urbanos del país.[cita requerida]
Algo común a todos los inmigrantes que llegaron a Perú es que vinieron sin capital económico, salvo las contadas excepciones de algunos empresarios que vinieron a invertir. Definitivamente, los extranjeros que ingresaron al país eran pobres en sus países o empobrecidos al momento de partir. Pero, si no portaban capital financiero, muchos de ellos portaban consigo una considerable cantidad de capital humano y social. Es decir, recursos no tangibles, conformados por actitudes, paradigmas mentales, valores y normas de comportamiento (laboriosidad, capacidad de generación y gestión de empresas, capacidad de encontrar fuentes de riqueza), que contribuyen poderosamente no sólo a la generación de riqueza sino a la convivencia ciudadana.

## Comunidades extranjeras en el Perú
Según una publicación del INEI de 2009, el Perú albergaba a un total de 64 303 residentes extranjeros permanentes. El 54,3 % de la PEA de la población inmigrante son empleados, el 28,3 % está conformado por trabajadores independientes o por cuenta propia, el 8,3 % corresponde a empleadores, 4,7 % trabajador familiar no remunerado y trabajador(a) del hogar, y el 4,4 % lo conforman los obreros. Entre todos los inmigrantes 33 053 son mujeres y 31 250 son hombres, en tanto que el 95,1 % de todos ellos obtuvieron su Documento Nacional de Identidad; es decir adquirieron la nacionalidad peruana. El 62,3 % reside en Lima, mientras que el 5,2 % vive en el departamento de La Libertad, el 3,7 % radica en el departamento de Arequipa, en Loreto 3,4 %, otro grupo menor residen en Cusco 2,2 %, entre otros departamentos.
De los 64.303 inmigrantes, según migraciones del Perú, los principales países de origen son los siguientes:
| Inmigración internacional Residentes extranjeros permanentes por países | Inmigración internacional Residentes extranjeros permanentes por países | Inmigración internacional Residentes extranjeros permanentes por países | Inmigración internacional Residentes extranjeros permanentes por países | Inmigración internacional Residentes extranjeros permanentes por países |
| Posición                                                                | País                                                                    | Población                                                               | Continente                                                              | Ref.                                                                    |
| ----------------------------------------------------------------------- | ----------------------------------------------------------------------- | ----------------------------------------------------------------------- | ----------------------------------------------------------------------- | ----------------------------------------------------------------------- |
| 1                                                                       | Venezuela                                                               | 728 120                                                                 | América                                                                 | [ 85 ]                                                                  |
| 2                                                                       | España                                                                  | 31 000                                                                  | Europa                                                                  | [ 86 ]                                                                  |
| 3                                                                       | Argentina                                                               | 9424                                                                    | América                                                                 |                                                                         |
| 4                                                                       | Estados Unidos                                                          | 5800                                                                    | América                                                                 |                                                                         |
| 5                                                                       | Chile                                                                   | 5655                                                                    | América                                                                 |                                                                         |
| 6                                                                       | Bolivia                                                                 | 4549                                                                    | América                                                                 |                                                                         |
| 7                                                                       | Colombia                                                                | 4353                                                                    | América                                                                 |                                                                         |
| 8                                                                       | Brasil                                                                  | 3626                                                                    | América                                                                 |                                                                         |
| 9                                                                       | China                                                                   | 3240                                                                    | Asia                                                                    |                                                                         |
| 10                                                                      | Italia                                                                  | 2529                                                                    | Europa                                                                  |                                                                         |
| Fuente: INEI                                                            |                                                                         |                                                                         |                                                                         |                                                                         |